# F-111 (航空機)
F-111 アードヴァーク
飛行するF-111A 67-065/A1-110号機
(第428戦闘飛行隊所属、1968年撮影)
- 用途：戦闘機、爆撃機
- 分類：戦闘爆撃機、戦略爆撃機
- 製造者：ジェネラル・ダイナミクス社
- 運用者
  -  アメリカ合衆国（アメリカ空軍）
  -  オーストラリア（オーストラリア空軍）
- 初飛行：1964年12月21日
- 生産数：554機
- 運用開始：1967年7月18日
- 退役：USAF：1998年、RAAF：2010年12月
- 運用状況：退役
- ユニットコスト：980万USドル（FB-111A）[1]
- 派生型：EF-111 レイヴン

F-111 アードヴァーク（General Dynamics F-111 Aardvark）は、ジェネラル・ダイナミクス社が開発した軍用機。センチュリーシリーズに数えられることがある。

## 概要

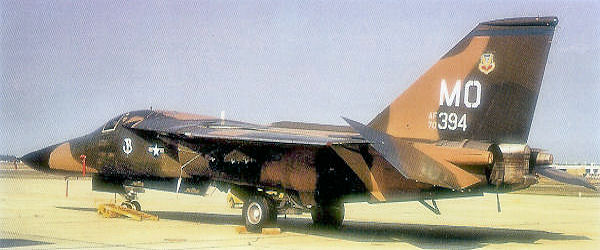
アメリカ空軍所属のF-111F（1972年）

初飛行は1964年で、世界初の実用可変翼機として知られる。長らく公式な愛称を有さなかったものの、非公式に「アードバーク（Aardvark　ツチブタの意）」「ワンイレブン」などと呼ばれており、退役当日にアードバークが公式に採用された。なお、後述のとおり電子戦型は「レイブン（ワタリガラス）」の愛称が採用されている。
開発はロバート・マクナマラ国防長官の開発費、及び維持費の削減という狙いを強く反映し、アメリカ空軍とアメリカ海軍で共通の機体を使用させる事から、空軍型のA型と艦上戦闘機型のB型の2機種の開発を目指した。しかし、B型は艦隊防空戦闘機としての重量軽減などを実現できず、最終的にはF-111Aのみの採用となった。マクナマラがフォード社の出身であることから、自動車のバッジエンジニアリングを軍用機に導入したと揶揄された。
戦闘爆撃機として開発された機体ではあるが、空対空戦闘能力はほとんど有しておらず、その意味では失敗作というべき機体である。しかし純粋な攻撃機・爆撃機として見れば優れた兵器搭載量や低空侵攻能力を有しており、ベトナム戦争や湾岸戦争等に投入され、主に対地攻撃任務に用いられた。また、その低空侵攻能力を買われ、派生型が戦略爆撃機としてアメリカ空軍戦略航空軍団で運用された。
アメリカ空軍では1998年、オーストラリアでは2010年12月に退役した。

## 開発
アメリカ空軍は1958年にF-105の後継として使用する戦闘爆撃機を計画する。当初最高速度マッハ2以上のVTOL機を希望するが技術的に困難であるとして断念。代わりに最高速度マッハ2.5以上の複座戦闘爆撃機を計画した。検討の結果、こちらの計画は実現可能とされたため、1960年10月に各メーカーに提案、12月にはTFX（Tactical Fighter Experimental）計画と命名された。
これと同時期、アメリカ海軍は長距離空対空ミサイルを装備する艦隊防空用戦闘機（FADF： Fleet Air Defence Fighter）としてF6Dを開発していたが、これをキャンセルし、仕様をあらためて再度開発を計画していた。この両計画に目をつけたマクナマラ国防長官はコスト削減のため計画の統合を命ずる。その命を受けた空海軍は共通部分についての検討を行うが、空軍の要求は低空を音速で駆け抜けることができる機体、海軍の要求は大型レーダーを装備する並列複座（前後ではなく左右に並ぶ複座）の機体であった。そのため両軍は、結果共通部分は複座、アフターバーナー付ターボファン双発、可変翼（VG翼）の3点のみで計画全体の統合は不可能と結論付けた。
しかしマクナマラ長官は両軍からの同意を半ば無理やり取り付けて計画の統合を推し進め、1961年10月には新たに重量制限などを設けた要求を各メーカーに提案した。これに対してボーイング、ジェネラル・ダイナミクス、ロッキード、マクダネル、ノースアメリカン、リパブリックの6社から設計案が提案され、空海軍とNASAで検討が行われた。その結果、要求を満たさないまでもボーイング案とジェネラル・ダイナミクス案がこの中では優れているとされ、再設計を行わせることとした。ちょうど同時期に正式名称が空軍型F-111A、海軍型F-111Bと決定された。
しかしその後2回の再設計を行うも要求を満たすものではないとされ、都合4回目の再設計が両社に命じられた。4回目の設計案で空海軍ともにボーイング案が優れていると判断し、採用に向けた動きが出てきた。しかし国防総省はジェネラル・ダイナミクス案の採用を決定する。これはボーイング案はジェネラル・ダイナミクス案に比べて費用の見積が杜撰であるとの、マクナマラ長官の判断による。しかしその事が理解されず、空海軍を無視した決定は議会でも問題となり、査問委員会が開かれたが、国防総省はジェネラル・ダイナミクス案のほうが共通部分が多く調達価格が低くなると主張し、一応その主張が認められた。また最終案ではジェネラル・ダイナミクス案の性能もボーイング案に近づいていた。しかしこの決定については、「テキサス州を地盤としていた当時のリンドン・ジョンソン大統領とその派閥による政治的な圧力があった」などと噂され、現在もそれを信じている者もいる。
こうしてジェネラル・ダイナミクス案が採用され実際に製作されることとなったが、空軍と海軍の異なる二つの要求を同時に満たそうとしたため、機体重量は予定をはるかに超えてしまった。海軍はテストを実施したものの、既にこの時点で採用の意思を失っていた。ジェネラル・ダイナミクス側はたびたび重量軽減を行ったが要求仕様を満たすには至らず、一方の海軍側は一切の妥協を行わなかった。1968年に予算が認められなかったことで、F-111B計画は最終的にキャンセルされた。

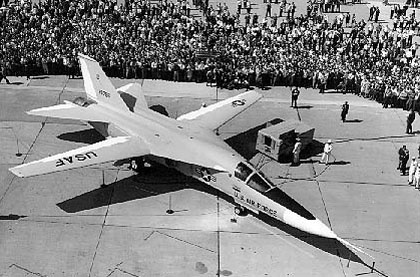
1964年10月15日に初公開された3番目の前生産機（機体番号63-9768）
可変翼を動かしてデモンストレーションしているところ

一方、空軍型のF-111Aは1964年12月21日に初飛行を行うが、フラップのトラブルのためテストは途中で打ち切られた。このトラブルは致命的な問題ではなかったため、その後のテストは予定通り続けられた。しかしながら、2回目のテストで、より高速域での飛行テストを行おうとしたところ、亜音速域でエンジンのコンプレッサーストールが発生した。当初TF30エンジンに原因があるものと思われエンジンの改修が行われたが、コンプレッサーストールは依然として発生し続けた。その後の調査の結果、エアインテイクの形状に問題があることが判明し、ジェネラル・ダイナミクスは急遽トリプル・プラウ Iと呼ばれるエアインテイクの改良型を開発、これによりF-111Aは音速を超えることに成功する。しかし、このエアインテイクでも高速域におけるコンプレッサーストールが発生したため、トリプル・プラウ Iを使用する型にはマッハ2.2（計画値はマッハ2.5）の速度制限がつけられた。この制限は、後に改良型のトリプル・プラウ IIが開発されるまで続いた。
その後、1968年にはベトナム戦争に参戦したが、1973年の撤退までに複数機を損失し、1969年12月には急降下爆撃の訓練を行っていたF-111Aの主翼が引き起こしの際外れるという事故が発生した。F-111は7ヶ月間の飛行禁止となり、その間F-111の信頼を取り戻すべく徹底した検査と改修が行われたことで、F-111AはセンチュリーシリーズやF-4よりも高い安全性を得ることとなった。

## 特徴

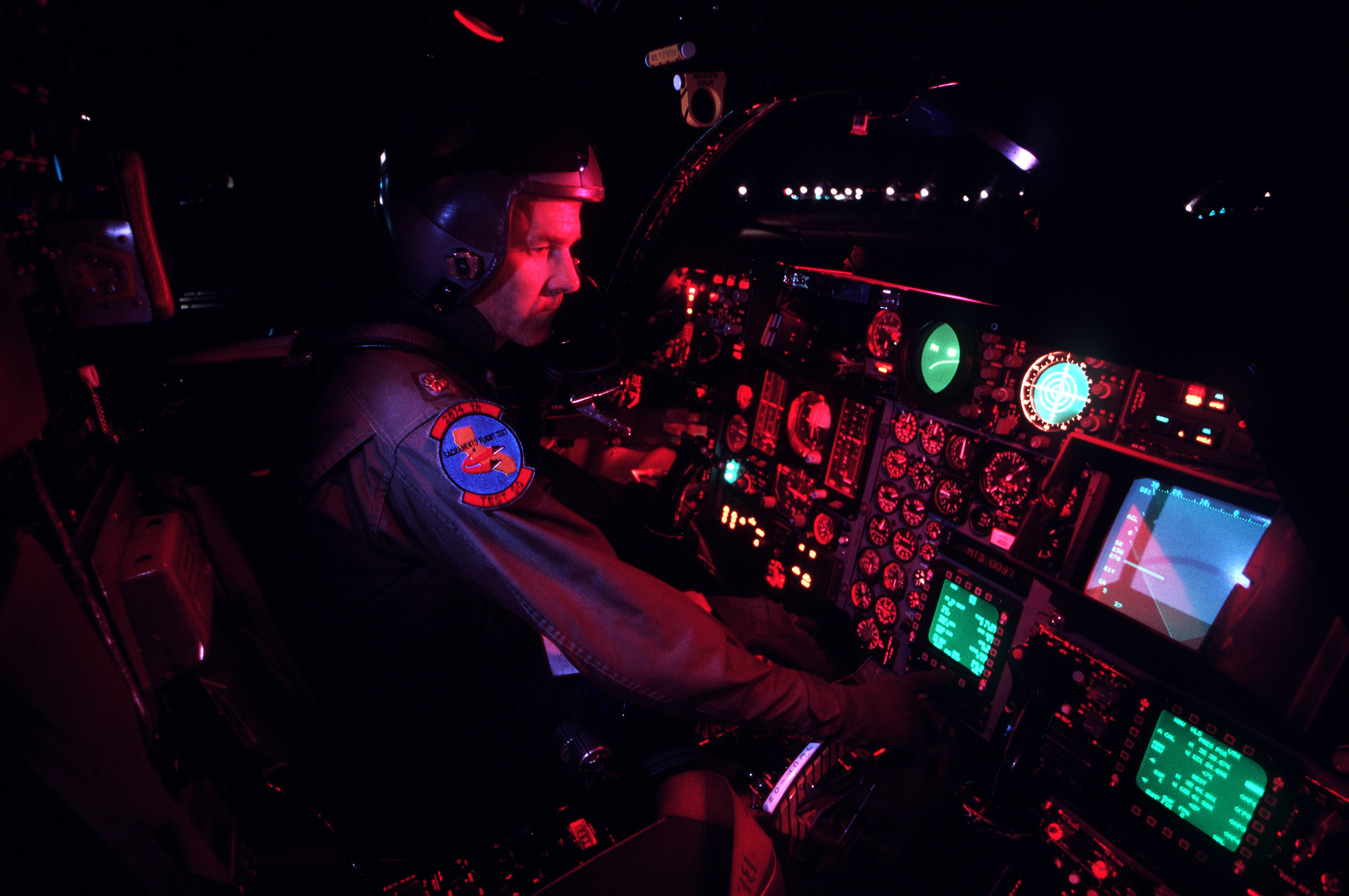
夜間時のF-111のコックピット

F-111は実用機として初の可変翼・アフターバーナー付きターボファンエンジン・地形追従レーダーなど当時としては最新鋭の技術を多く取り入れている。そのため初期には問題も多く発生し、失敗作とまで言われたが、その後の改修により問題点は改善された。
ただし、F-111が"戦闘”爆撃機を名乗りながらも、実際には対空戦闘能力はほとんど持ち合わせておらず、速度性能にこそ優れていたが実質的には専用の攻撃機・爆撃機でしかなかった。特にF-111が開発された1960年代後半期は、ベトナム戦争において軽快で運動性に優れたMiG製戦闘機に対し、アメリカ空軍の戦闘機が苦戦を強いられていた時期であったため、F-111が制空戦闘機としては使い物にならないという欠点が問題視された。
しかしながら、純粋な爆撃機として本機を評価すれば、その低空侵攻能力と爆弾等の搭載量は、極めて優れている。アメリカ空軍が制空戦闘機を必要としていた時期に運用が開始されたというタイミング上の不運が、本機の評価を妨げていた一因となっている。
F-111の「失敗」を踏まえたアメリカ空軍は、あらためて純粋な空対空戦闘機として大型機F-15を開発し、F-15から改良・発展型であるF-15Eが開発され、戦闘爆撃機F-111の本格的な後継となった。

### 可変翼

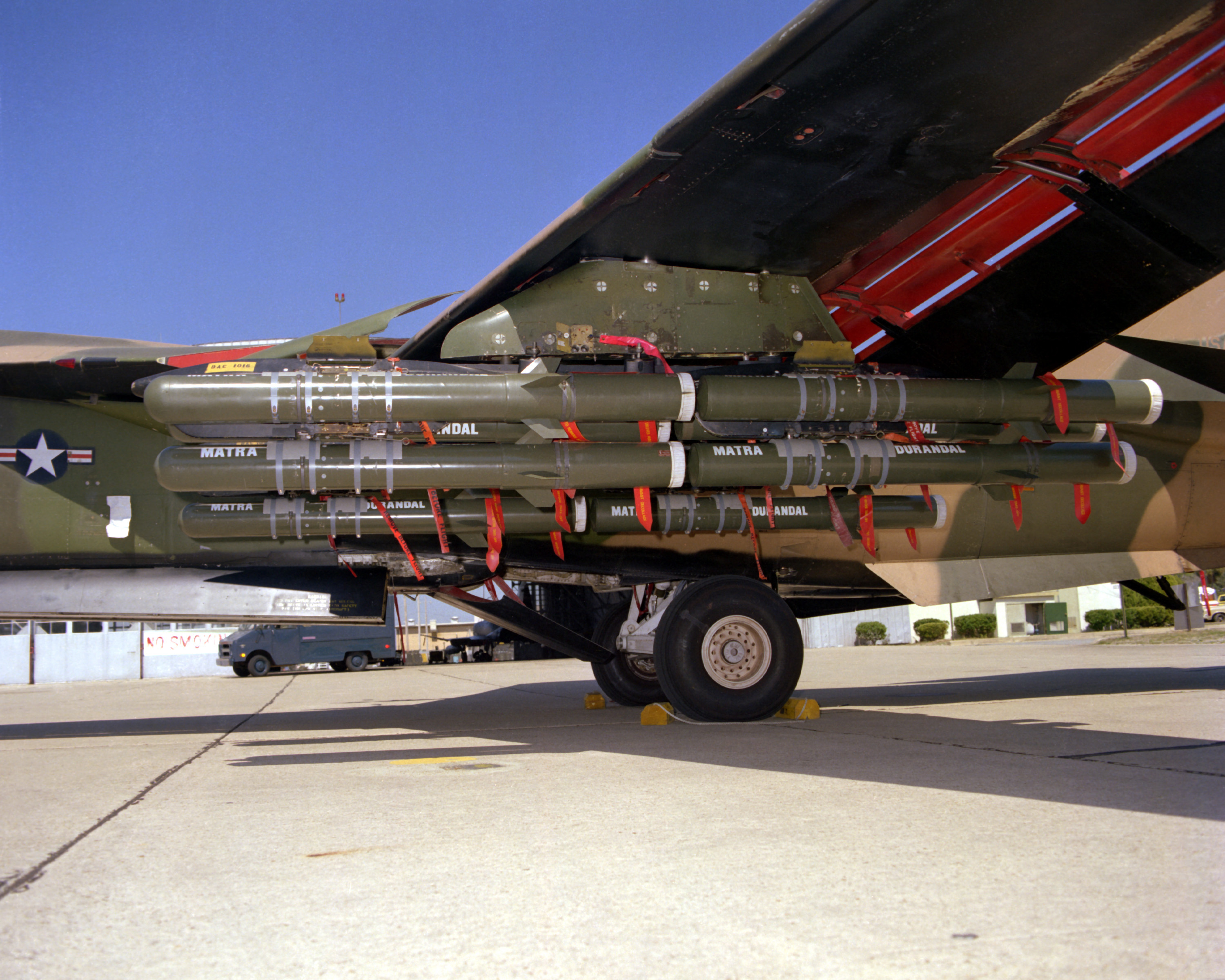
パイロンにBLU-107 デュランダルを搭載したところ。翼下の様子がよくわかる。

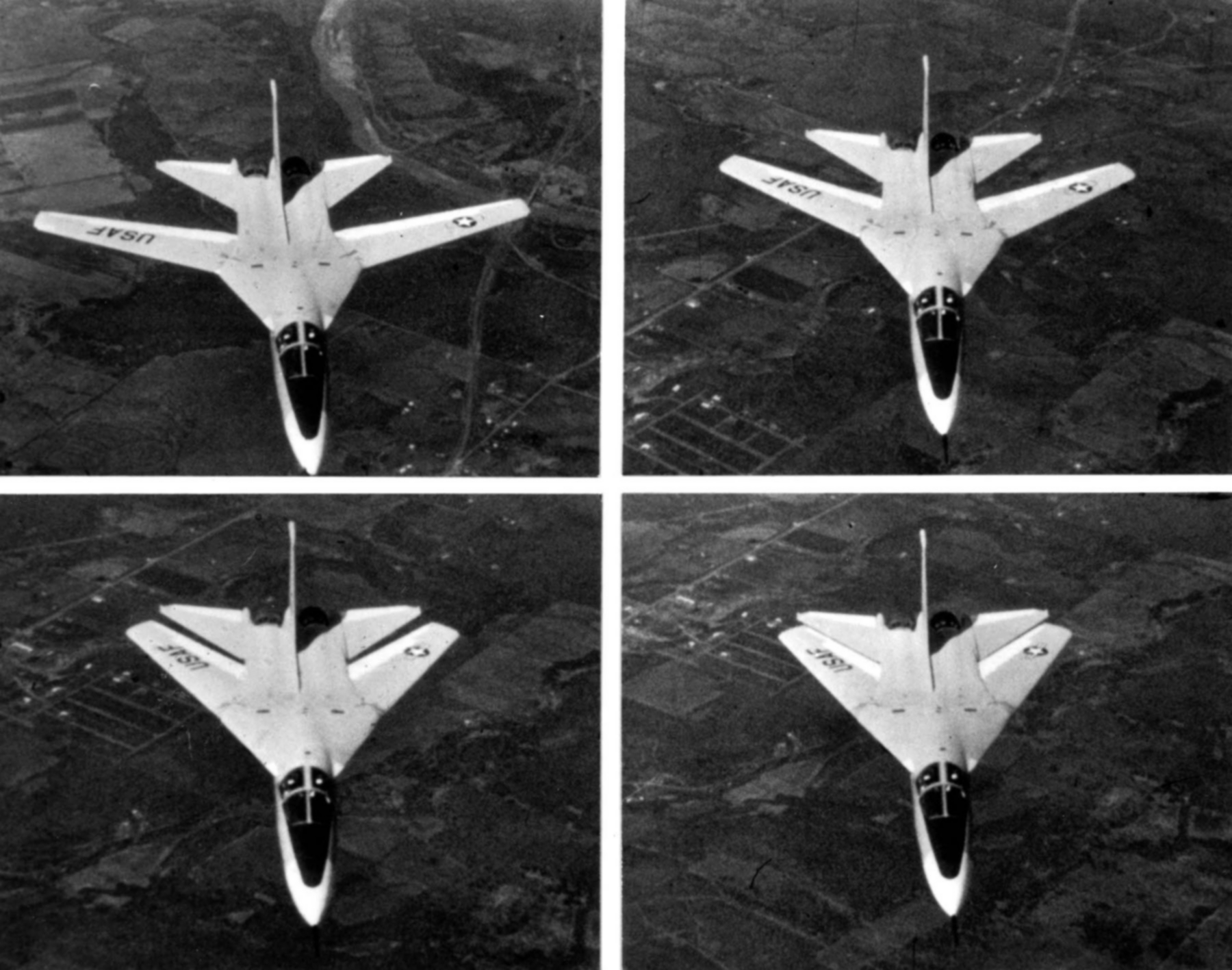
可変翼の動き

前述の通り、実用機として初の可変翼を採用している。これはCAS（コントロール増強システム）の導入によって可能になった。可変翼は主翼の後退角を変える事によって飛行特性まで変わってしまうため、F-111以前に試作された航空機においては、操縦性に著しい問題があった。
CASによってコンピューターによる補正を加える事により、安定した操縦を可能にしている。F-111の主翼は16度 - 72.5度（ただし前縁後退角、以下同）まで、速度に応じて任意に可動させることができる。主翼下には片側4箇所のハードポイント（重量強化点、パイロンを取り付けられる場所）があり、各種兵装の搭載が可能であるが外側2箇所ずつのハードポイントは主翼に固定されており後退角26度以上ではパイロンごと切り離す必要があったため実際には使用しづらかった。内側2つずつのハードポイントは後退角に応じてパイロンの角度が変化するようになっていたが、一番内側のハードポイントは後退角54度以上で胴体と接触してしまうため後退角をそれ以上にする場合はやはりパイロンごと切り離す必要がある。つまりすべての角度において使用可能なハードポイントは内側から2つ目のみであり実際に使用する場合もそこを中心に使用されていた。これらの理由から主翼後退角を可動させるレバーは26度と54度で一旦止まるようになっている。
また、後退角26度以上でフラップが使用できなくなり、45度以上でロール制御に使用するスポイラーの内側がロックされ、47度以上で外側がロックされる。そして、それ以上の後退角では、ロール制御は水平尾翼が行うことになるため、これらの点を境に飛行性能が著しく変わる。しかし、ハードポイントの場合と違いレバーは止まらない上、上述のCASの導入によりパイロットは飛行性能の変化に気づかない事になる。そのために後退角を45度以上にしたことにパイロットが気づかず墜落しそうになったという事例がある。これは危険なマンマシンインタフェース（あるいはユーザインタフェース）デザインの一例とされる。

### ウェポンベイ（爆弾倉）
ウェポンベイ（爆弾倉）は海軍の要求で装備されたもので、もとより空軍は必要としていなかったため、実際に爆弾を搭載して使用されることは少なかった。FB-111Aを除けば、M61A1機関砲やAN/AVQ-26 ペイブ・タック・照準ポッド（レーザー照射システム）などを搭載していることが多かった。

### モジュール式脱出装置

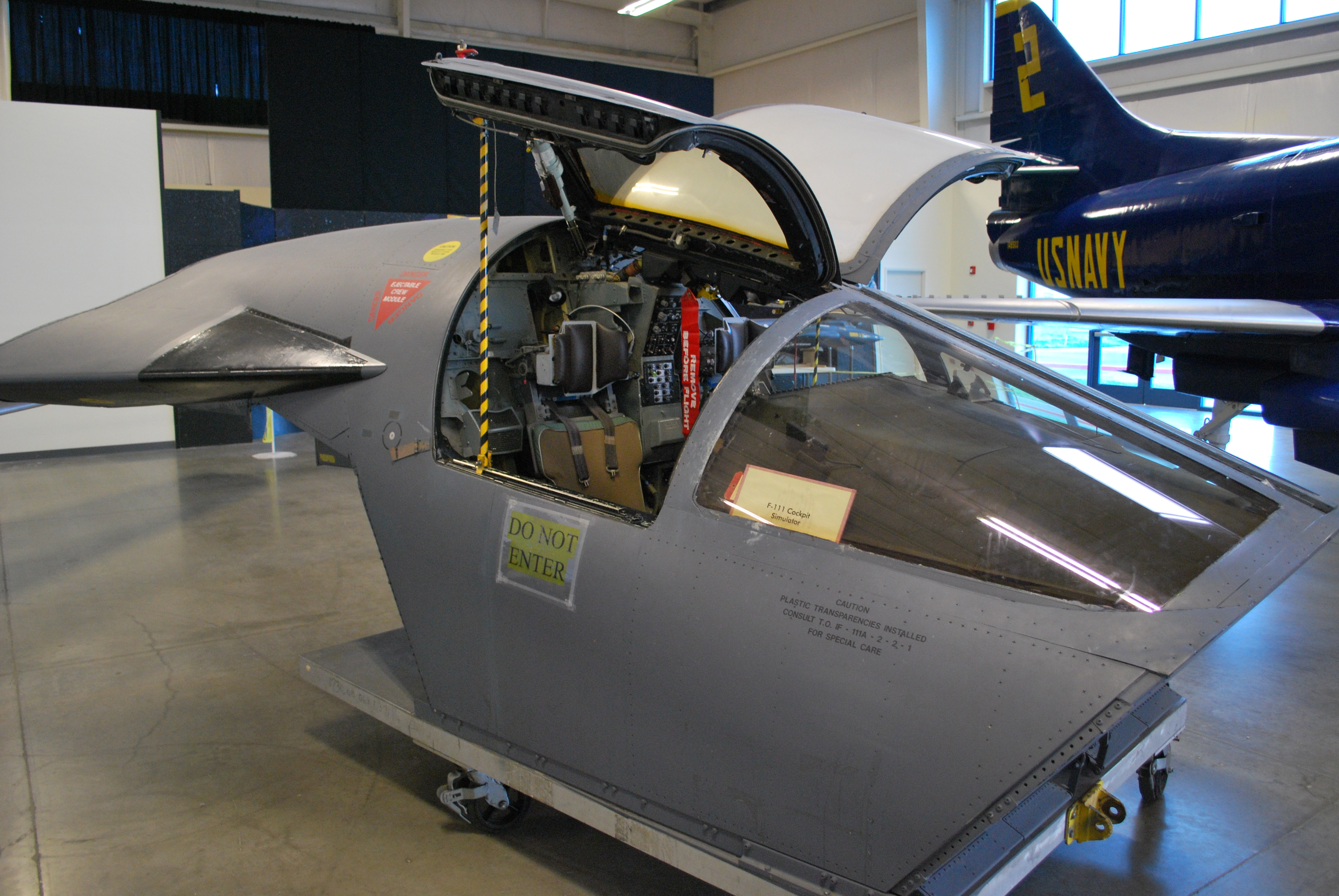
脱出モジュールのシミュレーター

コクピットをそのまま飛ばすモジュール式脱出装置は射出時に乗員が外気にさらされないため超音速時でも安全に脱出することができ、着水した場合も水と直接触れないため低体温症から乗員を守ることができた。操縦するパイロットの身長は通常の射出座席の場合は160cm台を最低限必要としたが、このモジュール式にした場合は席のみ打ち上げる必要がないため制限が無くなった。また、内部にサバイバルキットや食料を通常より多く搭載することもできたりと利点は多かった。
しかし座席のみを飛ばす場合に比べ全体の質量が大きいため落下速度を通常の射出座席と同レベルにするには通常より大型のパラシュートを取り付ける必要があった。またパイロットの装備が改められる等の規程変更の度に改修を要したり、定期点検の度に分解整備が義務付けられ、労力とコストを要するなどのデメリットも多かった。その為、この型式の装置を採用したのは本機のみである。
一応、軽くて強いケブラー素材のパラシュートとエアバッグを装備し着地の衝撃をなるべく和らげるようにされていたが、それでも通常より着地の衝撃は大きく乗員が背骨の圧迫骨折を起こす事態などが発生している。

### 地形追従レーダー
地形追従レーダー（TFR：Terrain Following Radar）は低空を地形に沿って飛行する際使用されるレーダーである。このレーダーは、通常の火器管制用レーダーとは別に装備されており、自動操縦装置との組み合わせにより、F-111は自動で地形に沿って飛行することができる。飛行高度や地形追従精度は必要に応じて数種類から選択することが可能である。

### トーチング（ダンプ&バーン）

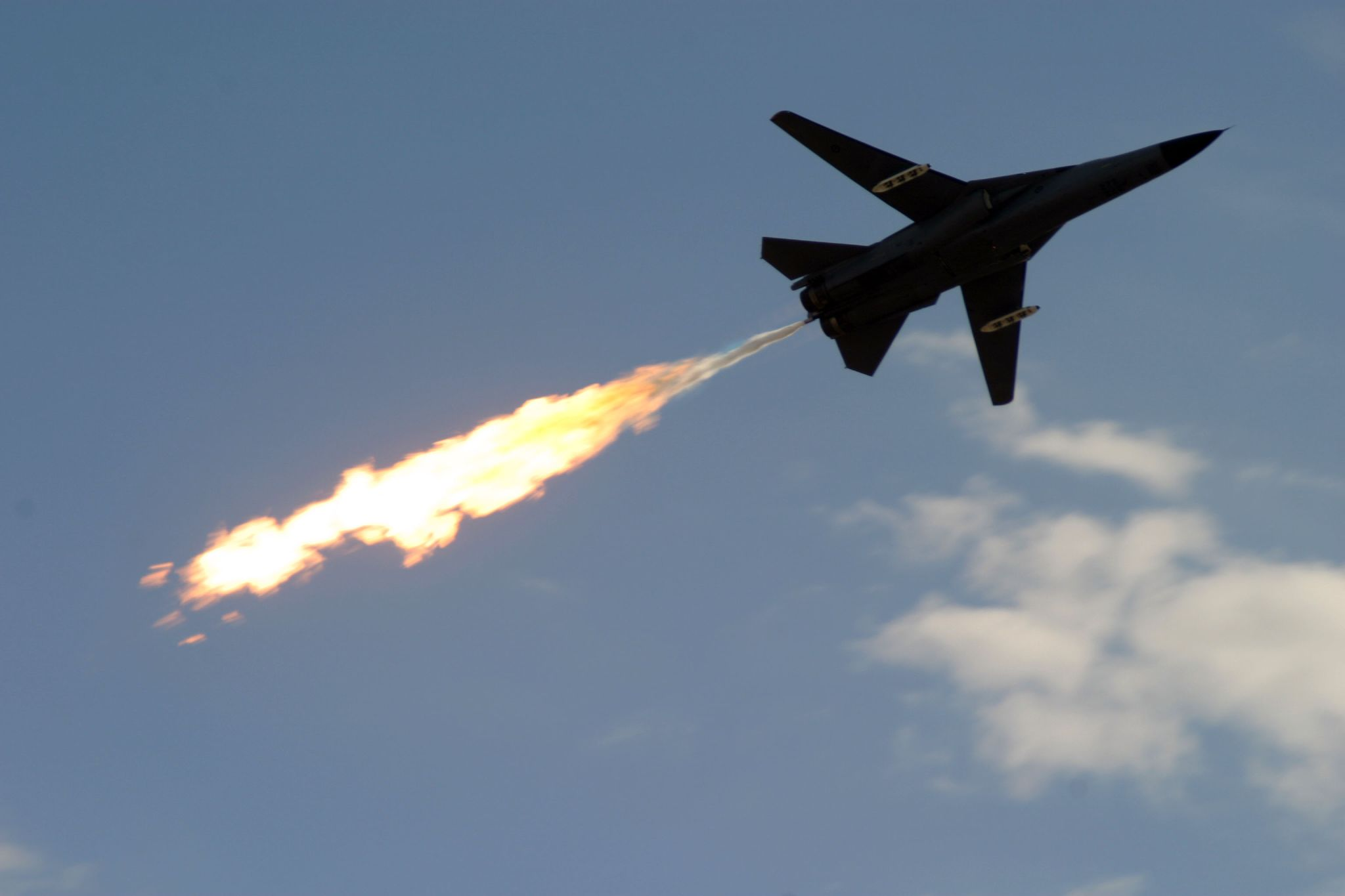
トーチングを行うF-111C

F-111の良く知られた技に、燃料を空中投棄しながらアフターバーナーを使って燃料を引火させるトーチング（ダンプ&バーンともいわれる）がある。この技は、F-111の展示飛行では頻繁に行われ、シドニーオリンピック閉会式の際にも実演された。曲技などで意図的に燃料を放出し引火させる分には、特別な改造が不要であり便利であった。
ただ、この技はF-111の問題点を現すものでもある。非常時に燃料投棄をしている最中に引火すると危険であるため、燃料投棄時のエンジン出力にはアフターバーナーを使わないなどの制限を課す必要があった。

### 愛称
愛称は「アードバーク（Aardvark：ツチブタの意）」だが、アメリカ空軍では退役直前まで公式な愛称を持たなかった。そのことから「フライングピッグ（Flying-Pig）」計画の推進者であるマクナマラ国防長官のフォード時代の「マーケッティング史上に残る大失敗」であるフォード・エドセルにちなんだ「フライング・エドセル（Flying Edsel）」、翼を前後させる可変翼の動作から「スウィンガー（Swinger）」、同様に可変翼を折りたたみナイフに見立てた「スウィッチブレイド（SwitchBlade）」、また配備当初に可変翼キャリースルーボックスの強度不足に起因する事故が連続して起きたことから「ウィドウメーカー(Widow-Maker：未亡人製造機）」など、多彩な愛称を関係者から与えられていた。

## 戦歴

### ベトナム戦争
1968年3月、アメリカ空軍は議会などのF-111に対する批判を一掃するためF-111A 6機をベトナム戦争へ参加させることを決定する。しかしF-111Aは半月で2機の損失を出した。損失分を補充するため2機を新たに派遣するも、4月にもさらに1機損失が発生したことにより、作戦は一旦中断され、事故の原因究明が行われた。
後に改修が行われたF-111A 48機が1972年の北爆再開時に再びベトナムに派遣されたが、その際は4,000回を超える出撃を行うも、損失は7機と非常に高い運用成績を示した。

### ポプラ事件
1976年8月18日に韓国と北朝鮮の軍事境界線（板門店）で起きた軍事衝突事件、いわゆる「ポプラ事件」後の8月21日に、ポプラの木を伐採するべく出動した国連軍（「ポール・バニアン作戦」）を援護するために韓国内の烏山空軍基地より出動したが、再度の衝突が起きなかったために爆撃は行わず基地に戻った。

### エルドラド・キャニオン作戦（リビア爆撃）

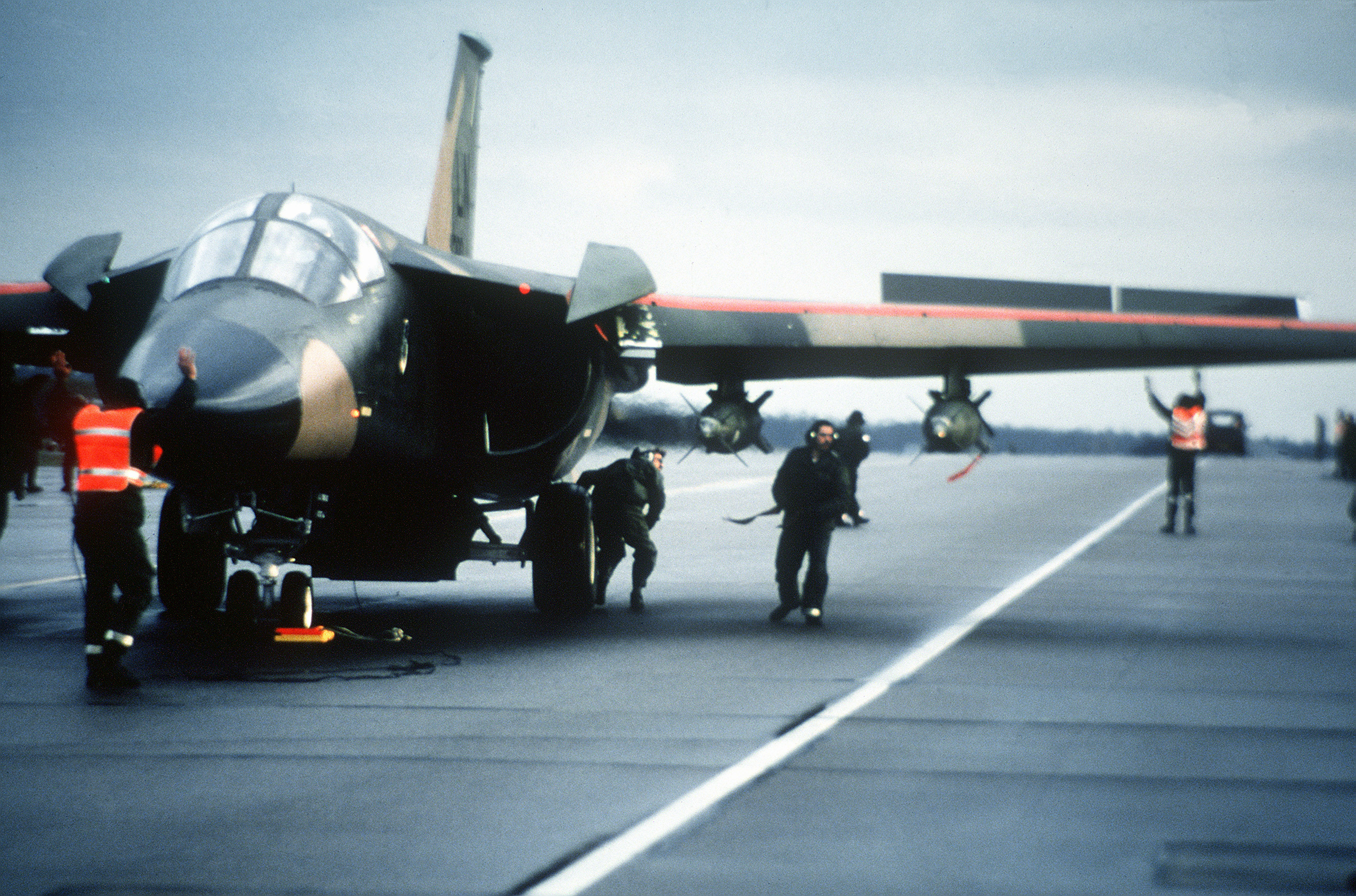
イギリス空軍レイクンヒース基地にてGBU-10爆弾を搭載する第48戦術戦闘航空団のF-111F
1986年4月14日撮影

1986年4月、アメリカはリビアが支援したとされるテロに対する報復攻撃としてトリポリとベンガジの軍事施設に対する攻撃（リビア爆撃）を計画する。この攻撃の目標にはムアンマル・アル＝カッザーフィー（カダフィ大佐）が宿舎として使用していたアル・アジジャ兵舎が含まれており、実質的にカダフィ大佐の殺害計画でもあった。アル・アジジャ兵舎の近くにはフランス大使館があったため精密な爆撃が要求されたが、当時のアメリカ海軍艦上機には精密誘導兵器の運用能力がなかったため、F-111に白羽の矢が立った。
当初計画ではフランス領空を通過する予定であったが、フランスに拒否されたため、イギリスから発進してイベリア半島を大きく迂回するジブラルタル海峡まわりのルートに変更、往復10,000 km近くの長距離飛行となった。攻撃はイギリスに駐留していた第48戦術戦闘航空団のF-111F 18機（他に予備が6機）と空母艦載機で行い、第42電子戦飛行隊のEF-111A 4機（他に空中待機が7機）がレーダーを妨害し支援することとされた。
4月14日、イギリスのレイクンヒース空軍基地からF-111Fが、アッパーヘイフォード空軍基地からEF-111Aが飛び立ち、途中空中給油を受けながらリビアに向かった。攻撃隊はリビア周辺で艦載機と合流し、EF-111Aの支援を受けながら攻撃を行った。結果、F-111F 1機とその乗員2名を対空火器により失ったが作戦は成功し、アル・アジジャ兵舎を含めた軍事施設を破壊することに成功した。しかし、最重要目標であったカダフィ大佐は宿舎にいなかったため、殺害には失敗した。なお、1988年12月に起きたパンアメリカン航空103便爆破事件は、リビアの情報機関がこの爆撃の報復として実行したとされる。
フランス大使館への被害を避けるために長駆F-111を飛行させて投入した作戦であったが、結局フランス大使館には至近弾による被害が生じ、作戦後にアメリカ政府は正式な抗議を受けることになった。

### 湾岸戦争

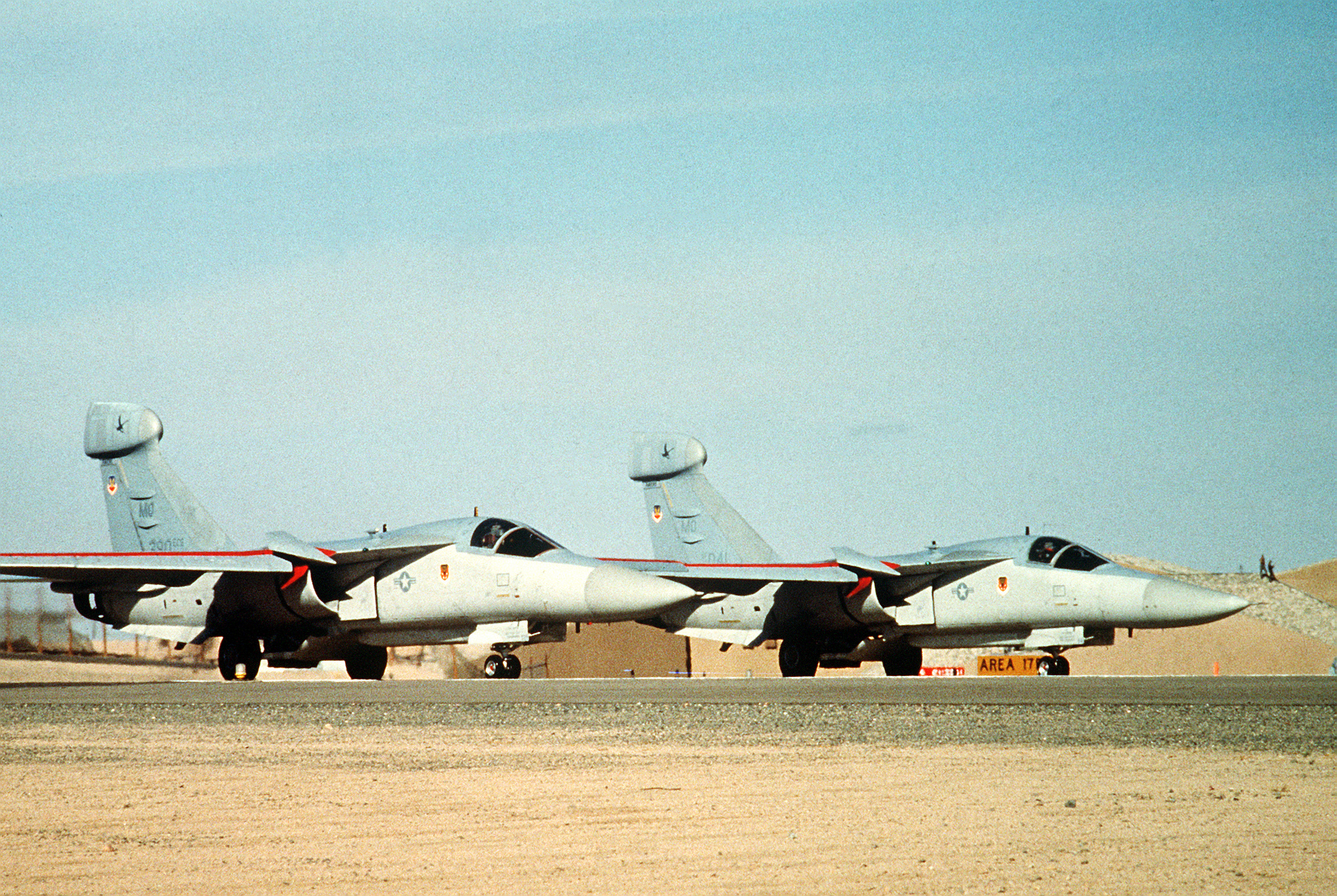
1990年「砂漠の盾作戦」のため、サウジアラビアの基地で出撃準備をするEF-111A

1991年の湾岸戦争にはF-111E/FとEF-111Aが参加した。この戦争はレーダーに見えないステルス攻撃機としてF-117が特に有名となったが、実際のところレーザー誘導爆弾の6割はF-111から投下されていた（F-117は3割弱）。
開戦当初F-111Fはサウジアラビア南西部に位置するタイフ基地から展開し、往復1回ずつの空中給油を受け、目標周辺ではレーダーに捕捉されないように高度を下げ低空を飛行しながら攻撃を行っていた。しかし対空砲火が予想以上に強力で、低空を飛ぶ方がむしろ危険と判断され、高空を飛行したまま爆弾を投下するように計画が変更された。その結果、燃料消費量が減少し、帰投時の空中給油は必要なくなった。この行動パターンの変更は空中給油機の運用サイドに伝わっておらず、空中給油を行うものとして燃料を積載して離陸したものの、会合点にF-111Fが現れず、燃料を空中投棄して帰還するという事態が発生している。
このようにレーザー誘導爆弾を使ったミッションを多数こなしていたことと、数少ない地形追従飛行が出来る機体であったため、「破壊したい物がある？F-111に任せろ」や「F-16やF/A-18を飛ばすな。砂埃が舞ってF-111の邪魔になる」などと言われるほど信頼されていた。
2月27日には通常兵器としては最高の地表貫通性能を誇るGBU-28、通称「ディープスロート」を装備したF-111F 2機がイラク軍のアル・タジ基地地下司令部を破壊した。この時使用されたGBU-28は、約20日間という短い期間で開発されたため、アメリカ陸軍で使用していた8インチ自走榴弾砲の砲身に炸薬を詰めるという異例な製造方法がとられた。
また変わった戦果としては、イラク軍のミラージュF1戦闘機に発見されたEF-111Aが、地形追従モードで超低空飛行に入り回避を試みたところ、それを追ったミラージュが地面に激突するといったものもあった。これはマニューバキルといわれる方法で、非武装のEF-111Aによる「撃墜」として公式にカウントされている。
湾岸戦争での活躍により、F-111の引退を先延ばしにするべきとの意見も出たが、前述の維持費などの問題から実際に行われることはなかった。

### デリバリット・フォース作戦（ボスニア・ヘルツェゴビナ空爆）

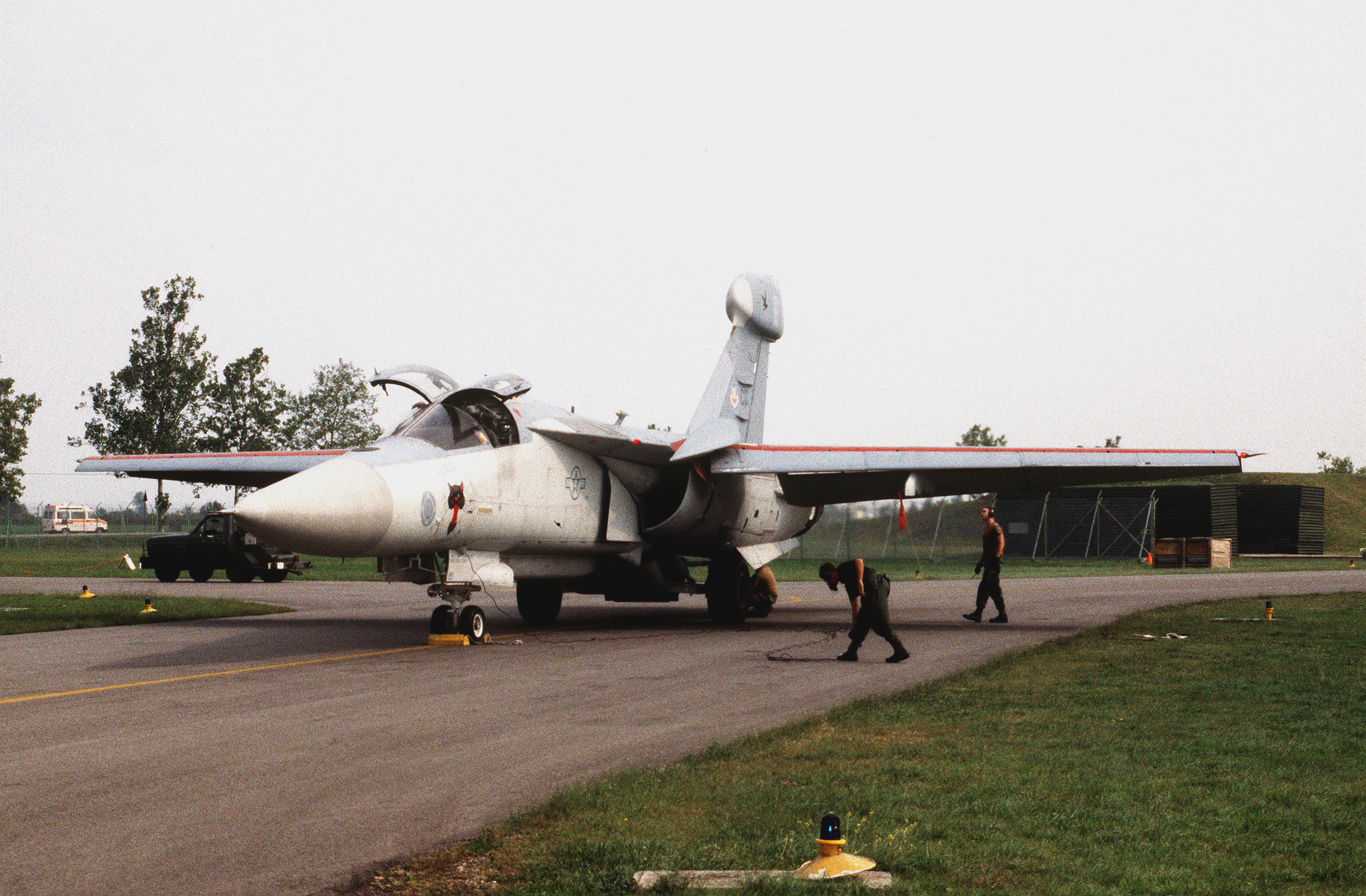
イタリアのアビアノ空軍基地に展開した第429電子戦飛行隊所属のEF-111A。

ボスニア・ヘルツェゴビナ紛争中、ボスニア・ヘルツェゴビナ領内のセルビア人勢力は、包囲下におかれた同国の首都サラエヴォを狙って迫撃砲弾を発射した。砲弾はサラエヴォ市内の市場に落下し多数の死者が出た（第二次マルカレ虐殺）。この地域は国際連合によって決められたボスニアの安全地域（非戦闘地域）に含まれており、この事件には世界各国から広く抗議の声が上がった。この声に応えて、国際連合保護軍の司令官やNATO南部司令官は、アメリカ海軍の原子力空母「セオドア・ルーズベルト」をアドリア海に派遣し、連合国軍機も攻撃態勢を整えた。
NATO軍は、セルビアのボスニアへの攻撃活動を阻止すべく、セルビア軍に空爆を加える「デリバリット・フォース作戦」を練った。この空爆を支援するため、EF-111Aが他の軍用機と共にイタリアを中心とする基地に派遣され、防空制圧作戦を行った。なお、この作戦は、実際には「デッド・アイ作戦」と呼ばれる別作戦として扱われる事もある。1995年8月30日に作戦が開始され、9月14日（9月2日から4日は一時停止）に停戦した。その後10月にセルビア軍が停戦条件を破ったため、NATO軍は小規模な攻撃を続けた。

## 運用
F-111の基本性能は高く、戦術航空軍団（TAC）だけにはとどまらず、戦略航空軍団（SAC）では戦略爆撃機として採用された。電子戦機型のEF-111Aも開発されるなど、いくつかの派生型も作られた。機体塗装は、初期には明るい灰色を基調としたアメリカ空軍色だったが、ベトナム戦争以降は迷彩塗装（いわゆる「ベトナム迷彩」）が基本となり、後年にはグレー単色となる機体が多くあった。また、一部のF-111AがNASAに引き渡され実験機として使用されたことがあった。
アメリカ空軍では一時2010年頃までF-111を使用する予定であった。しかしながら、維持費がかさむため、通常攻撃型はF-15Eなどにその任務を譲り、1996年に第27戦術戦闘航空団のF-111FがF-16C/Dと交代したことにより退役完了した。EF-111Aは1998年に後継機を待たずしてアメリカ空軍から退役した。その後、F-111を運用したのはオーストラリア空軍のみとなり、2015年から2020年頃の退役を想定していたが、実際は2010年12月に退役した。
他にも、ジェネラル・ダイナミクス社は日本にF-111Fを販売したいと国務省東アジア局日本課に申し入れていたが、同課は「我々は、日本に対し本質的に攻撃的な装備を売ることは重大な誤りだと考える。F-111Fの販売は、米国が日本に攻撃的能力を有する兵器の保有を認め、現在の防衛政策を変更するよう説得する圧力として日本側に解釈される」として同意しない旨明らかにしている。

## 型式

### F-111A
F-111の初期バージョン。当初235機が計画されたが、94機はE型に変更されたため、生産数は前生産機（テスト用）などを含め158機にとどまった。後に42機がEF-111Aへと改造されている。3機の前生産機はNASAに引き渡され、1970～1980年代にかけて様々な試験をこなす実験機として使用された。
1991年に退役し、多くの機体がアリゾナ州のデビスモンサン空軍基地にあるAMARGでモスボールされた。

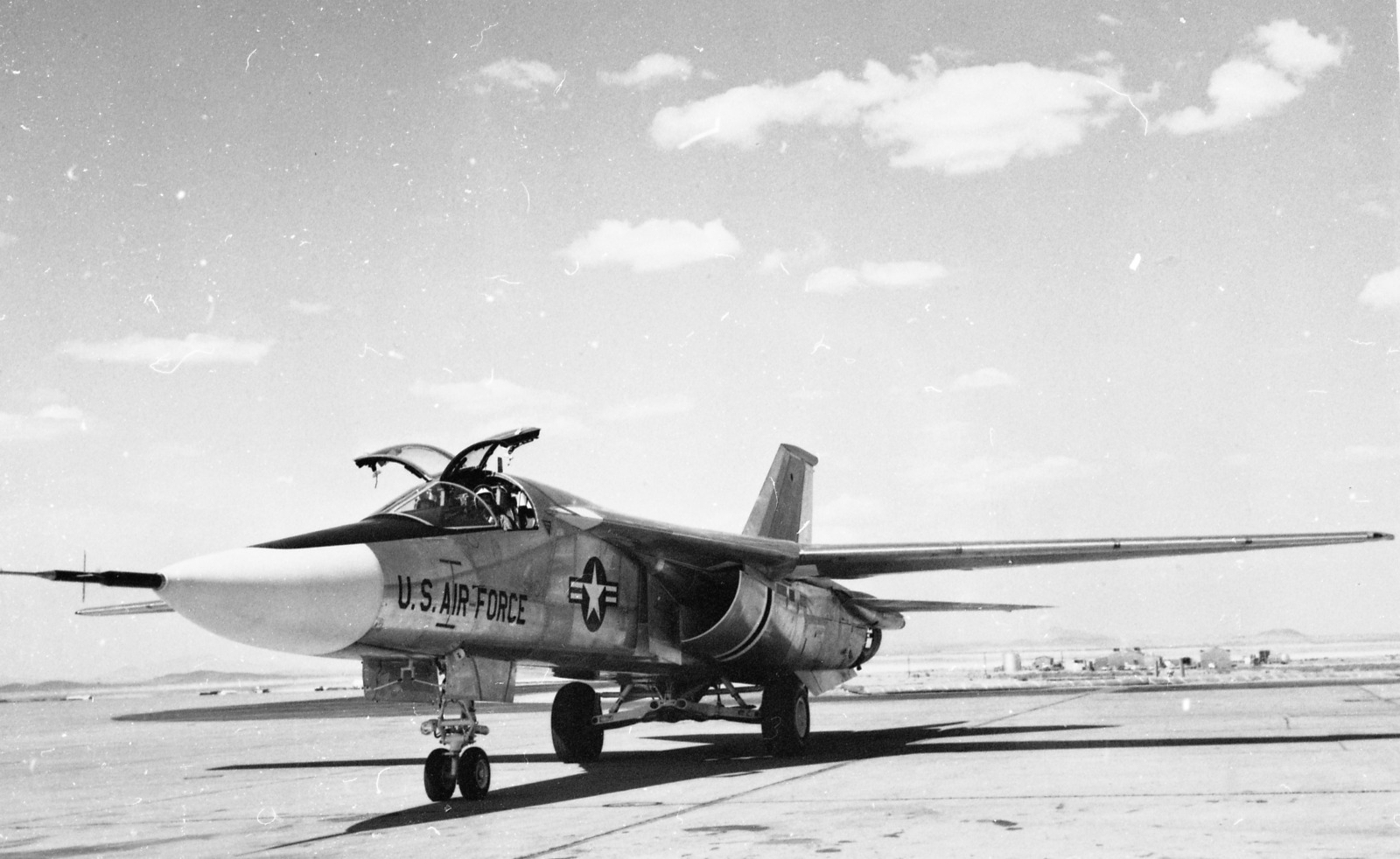
F-111A前生産機 機首部とマークや文字以外塗装されていない
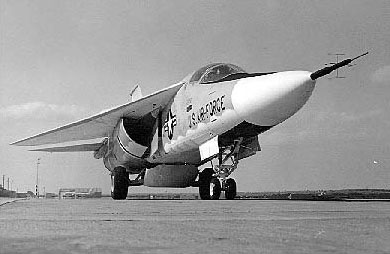
機体前方から
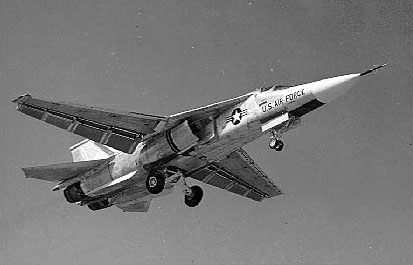
機体下方より
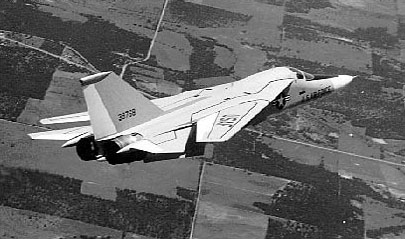
機体後方から
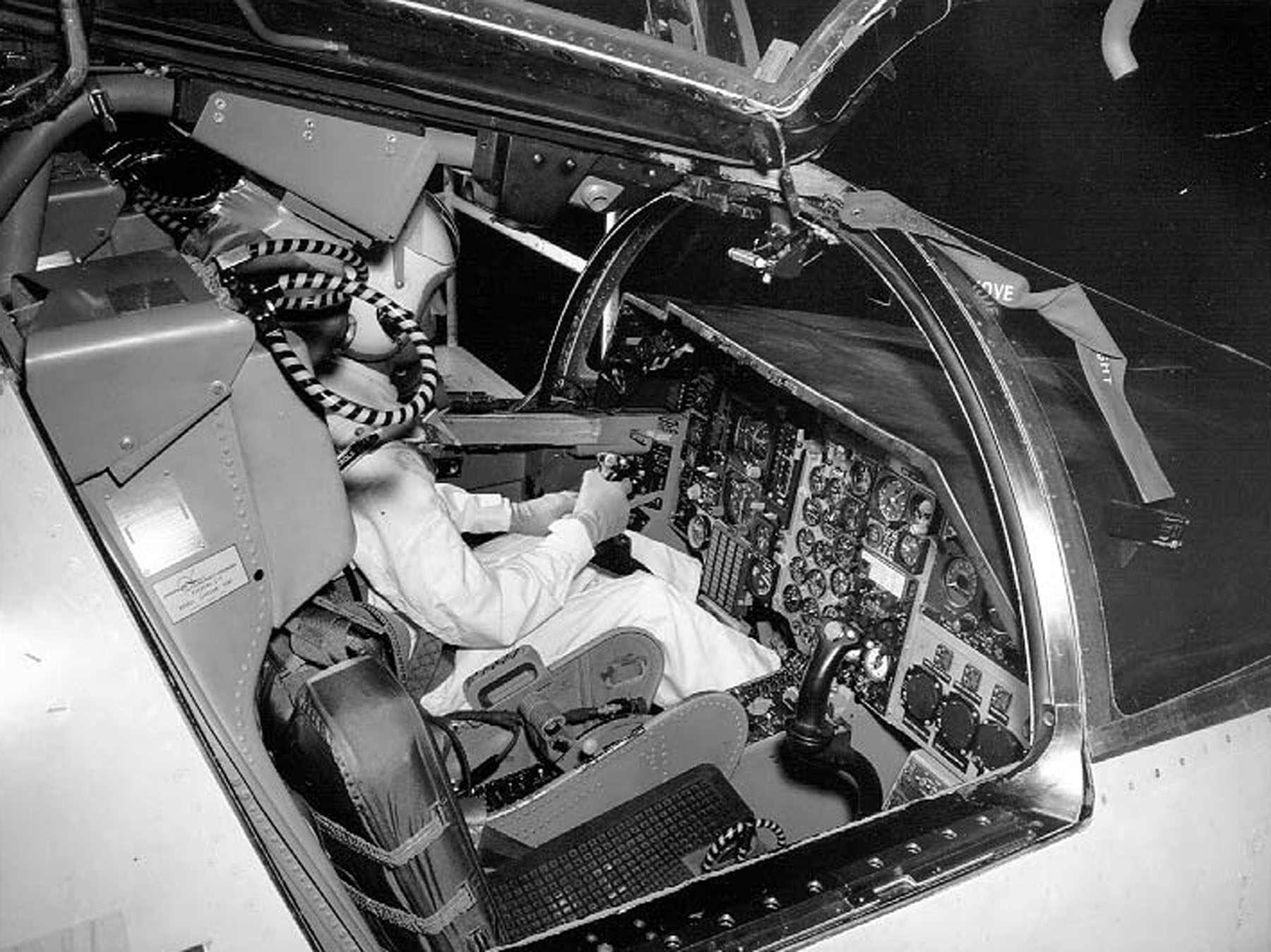
前生産機のコックピット
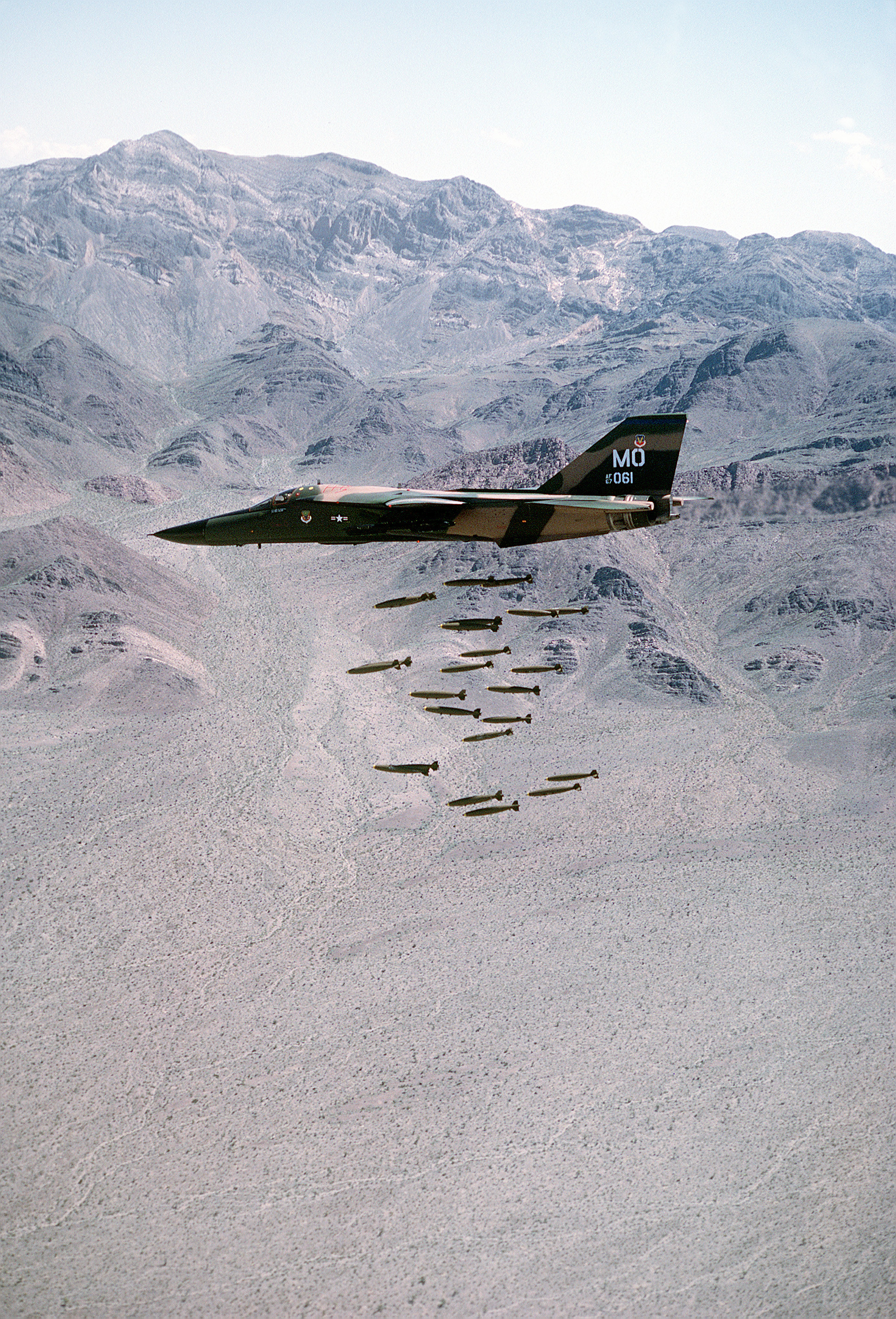
Mk 82通常爆弾を投下するF-111A
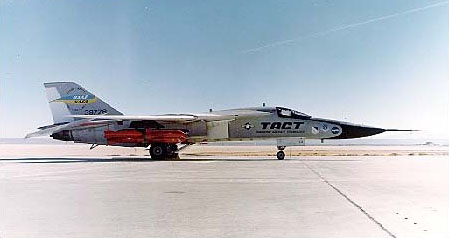
NASAの実験機として使用されたF-111A（機体番号63-9778）
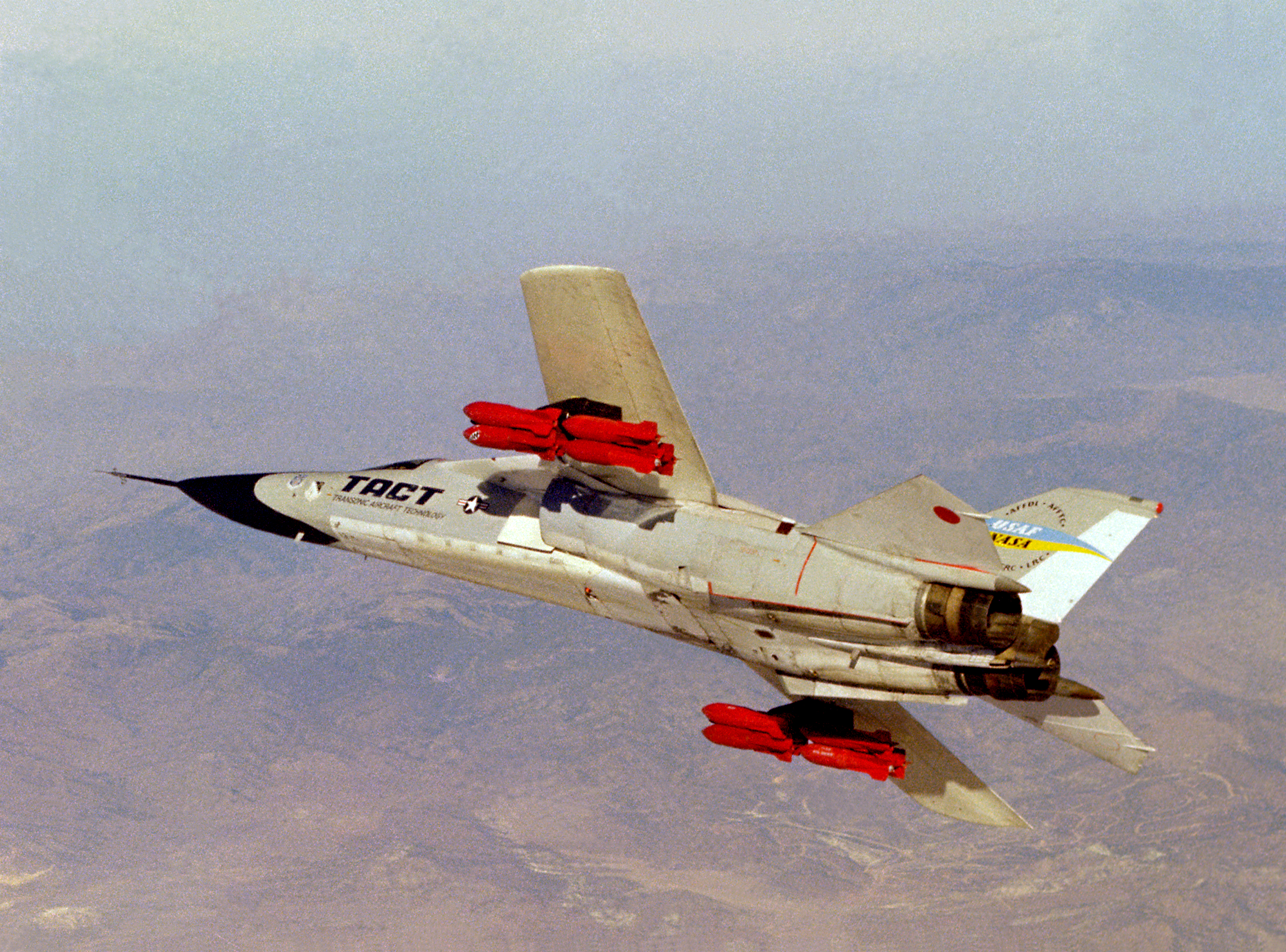
試験を行うNASAのF-111A（左と同じ機体） 1976年1月撮影。

### F-111B

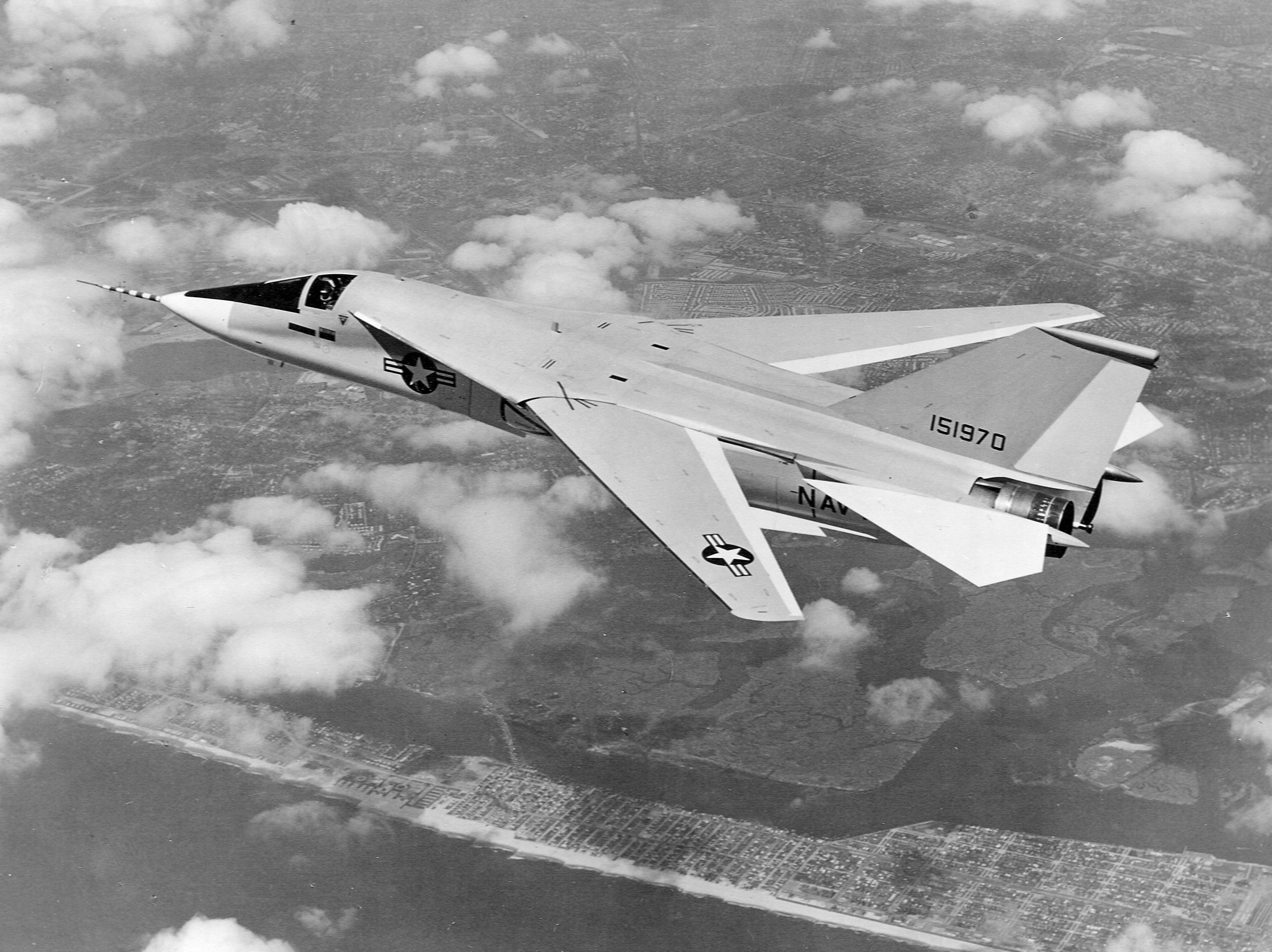
F-111B（1965年頃）

F-111Bは海軍向けの艦上戦闘機型で、7機が製作された。艦隊防空という任務と航空母艦運用のため形状、アビオニクスともに空軍型との相違点は多く、共通点は3割程度しかない。着艦時の前方視界確保のため機首は空軍型より約2 mも短く、逆に主翼は低速での操縦性確保のため約2 m長い。レーダーも空軍型とは違い、地形追従レーダーは装備せず、AN/AWG-9を装備し、このレーダーとの組み合わせで長距離空対空ミサイル AIM-54 フェニックスを装備する。フェニックスはウェポンベイに2発、主翼下に4発の計6発が装備可能。
当初、要求より10トン以上の重量過多となり、度々改修を重ねて重量軽減を図ったが、結局要求仕様を満たす事はできなかった。海軍側としては既にやる気を失っており、要求仕様を緩和するといった歩み寄りは一切見せなかったのである。結局は重量超過を理由に空母での運用は困難と判断され、計画がキャンセルされる。後に1機のF-111B（機体番号151974）はF-14の開発データ収集に使用され、1968年7月に空母「コーラル・シー」で着艦試験を行ったが特に問題は無く、重量軽減に対する要求が過剰であった事を示している。
ただし、大型の機体のため機動性は戦闘機としては極めて低かった。つまり、先に開発していたF6Dをわざわざ計画中止にして、あらためて代替機として本機を開発した意味が小さい事を意味していた。その後開発されたF-14は、F-111Bほどでは無かったが重量級の大型機であったものの、リフティングボディ技術の導入や自動制御による可変翼の後退翼最適化などにより、機動性はそれなりに優れていた。
その後、この機体はアメリカ本国のモフェット・フィールドに移送され、NASAで航空管制システムのための風洞実験に使用され、1970年に現地で解体された。他の機体も2機が墜落事故により喪失、2機が廃棄され、現在は部品取りに使われた1機がモハーヴェ砂漠のスクラップヤードに、もう1機もモハーヴェ砂漠内のチャイナレイク海軍基地に保管されている。なお、後に主翼は後述する戦略爆撃機型のFB-111Aで用いられた。

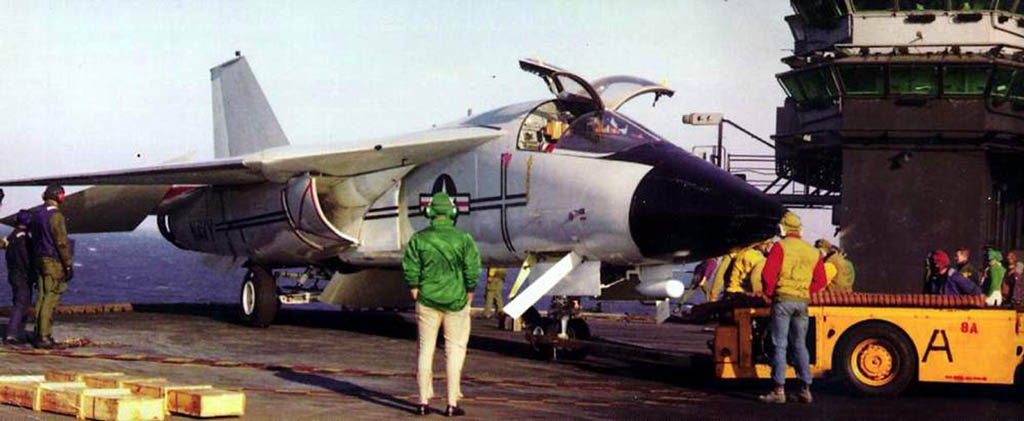
空母コーラル・シーにて試験を行うF-111B。
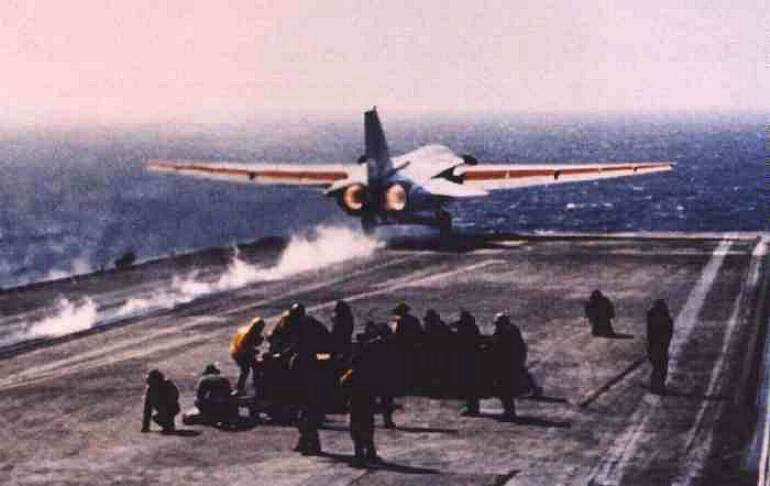
離艦するF-111B
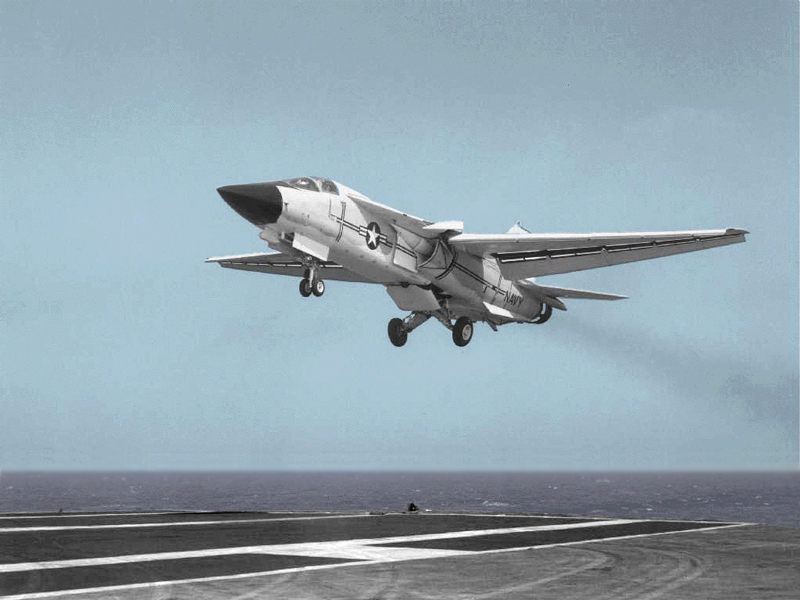
着艦するF-111B
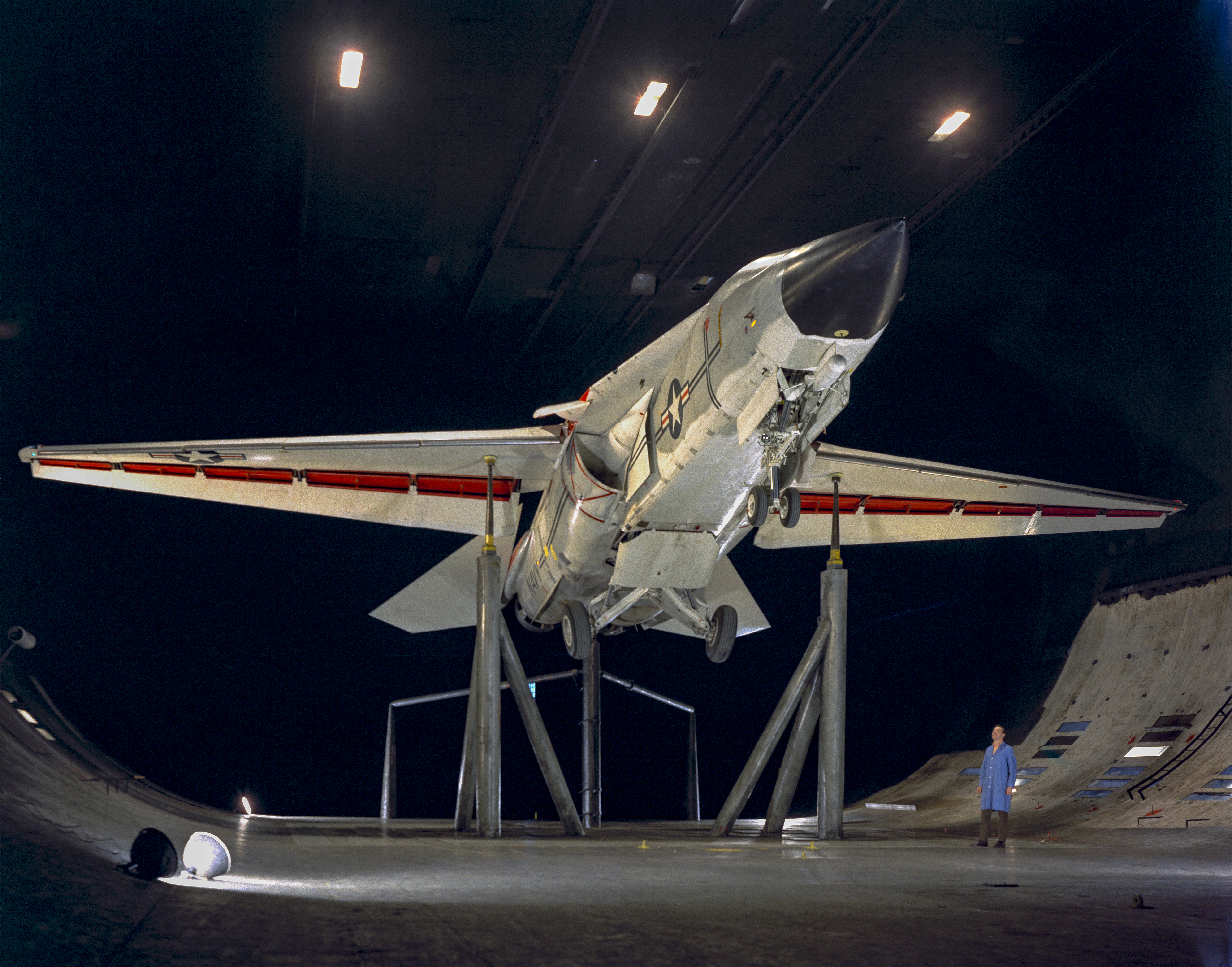
NASAの風洞実験に使用されるF-111B

### F-111C

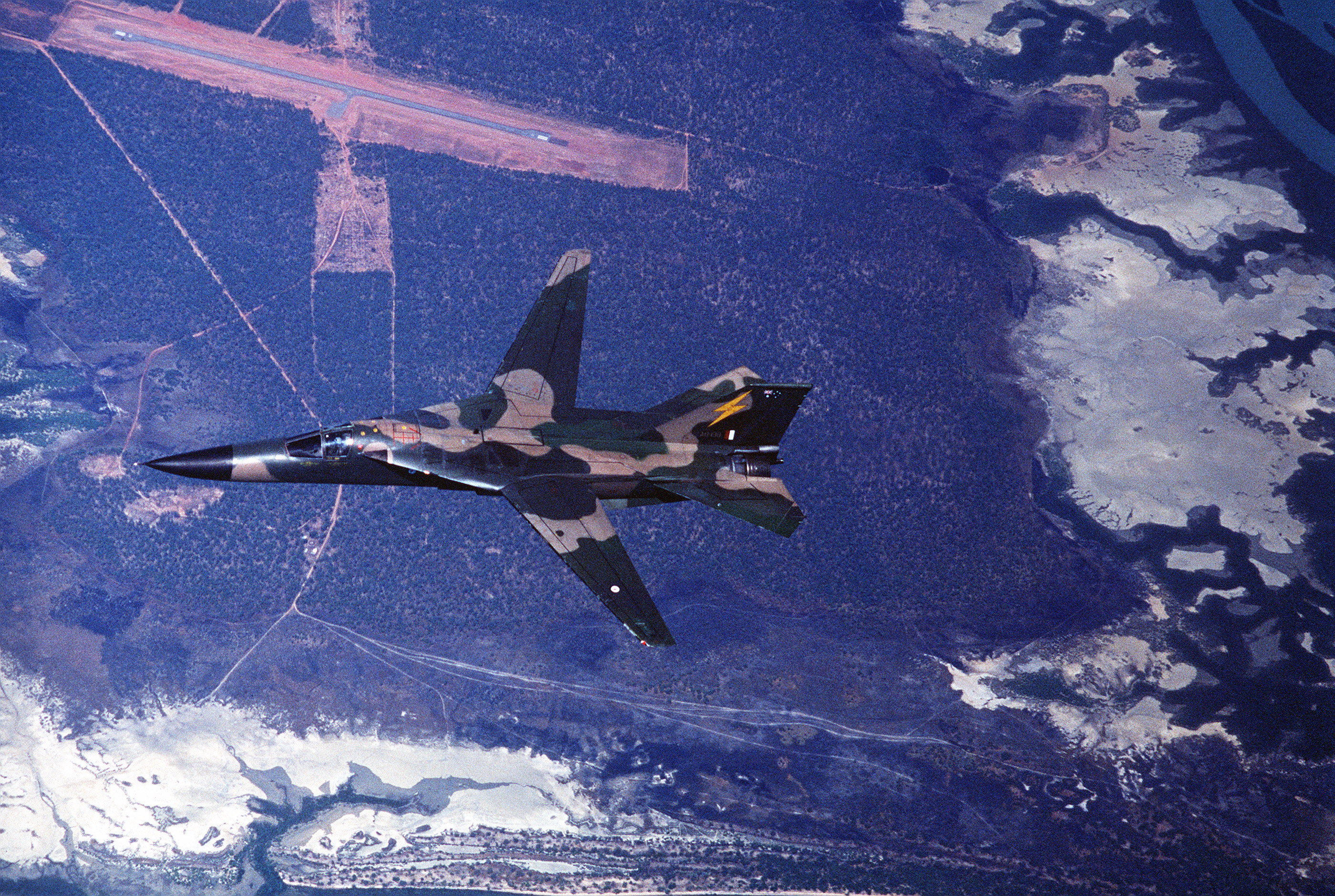
旧塗装のF-111C
1989年1月1日撮影

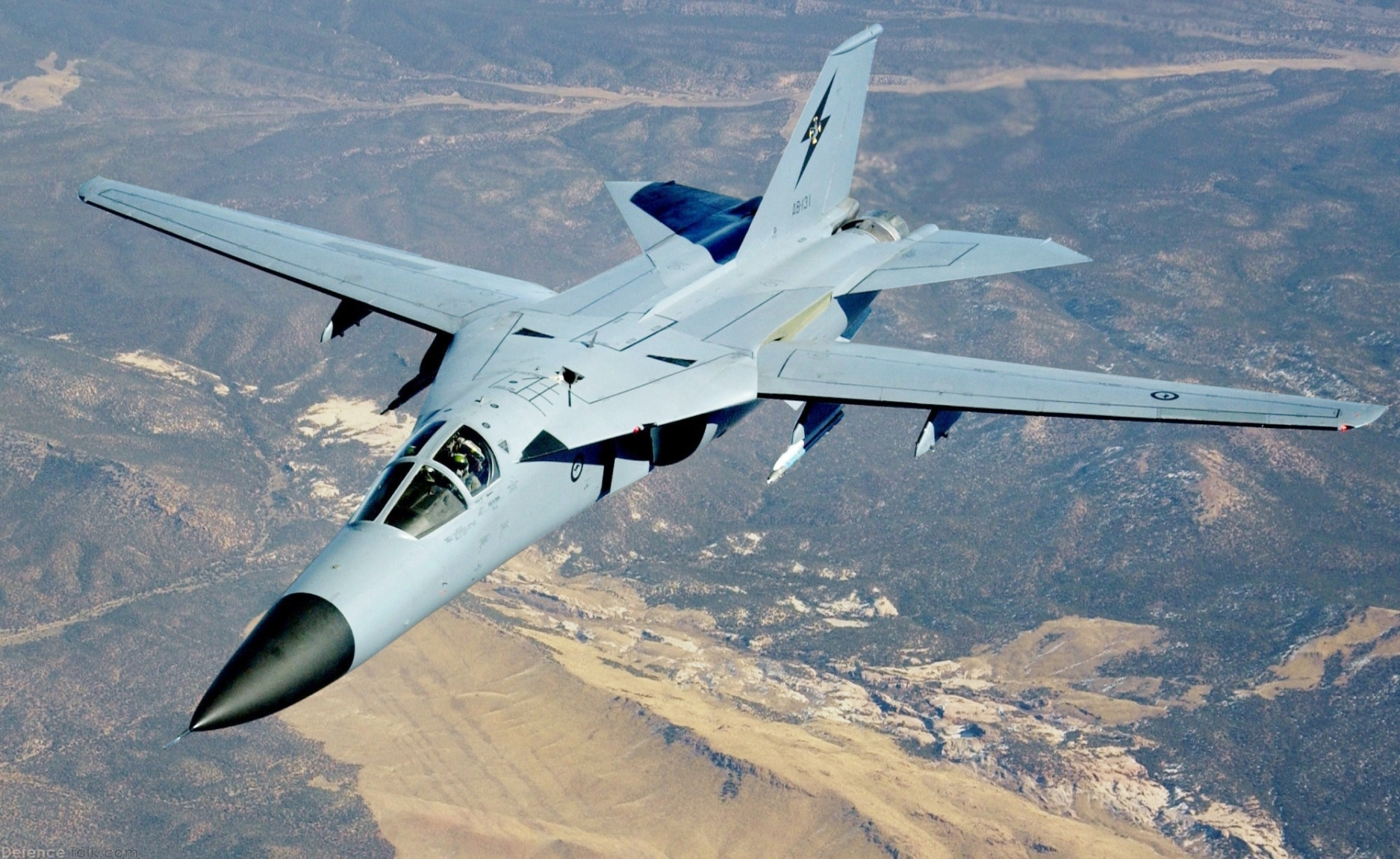
現塗装のF-111C（2006年頃）

オーストラリア空軍がイングリッシュ・エレクトリック キャンベラの後継機として導入した型。当初、オーストラリア空軍はイギリスで開発中であったTSR.2をキャンベラの後継機として導入を検討するが、TSR.2は開発中止になったため、F-111A 18機、RF-111A 6機の導入を決定した。しかしこの計画はF-111Aの機体にFB-111Aの主翼と高強度降着装置を組み合わせたF-111C 24機の導入に変更された。
F-111Cは1968年に初飛行し、オーストラリア空軍に引き渡された。しかし、オリジナルのF-111に構造上の欠点が発見されたために引渡しは一旦中止され、既に引き渡されたF-111Cも返却された。これを受け、アメリカからはF-4E 24機がオーストラリア空軍にリースされた。その後、1973年に改修されたF-111Cの引き渡しが再開され、1982年には損傷予備機としてF-111A 4機が導入され、F-111C相当の改造を行い使用されている。
1983年から1985年にかけてF-111Cのうち18機がAN/AVQ-26 ペイブ・タック・ポッドとGBU-15装備のための改修を受け、対艦ミサイルのAGM-84 ハープーン空対艦ミサイルやAGM-88 HARM対レーダーミサイルの使用も可能となった。晩年には、退役したEF-111A/F-111Dを部品取りとし、エンジンを流用するなどして延命を図っていた。F-111はアメリカ空軍からは1996年に全機が退役したため、オーストラリア空軍の装備機は21世紀に入っても使用された唯一の機体であり、更新機種のF/A-18Fの配備が始まる2010年までは使用された。
機体の塗装は一部の試験用機を除き、導入からしばらくの間はアメリカ空軍のF-111と同様に東南アジア迷彩を施していたが、F-111Gの引き渡し後はF-111Gと同様のガンシップグレー単色に変更された。

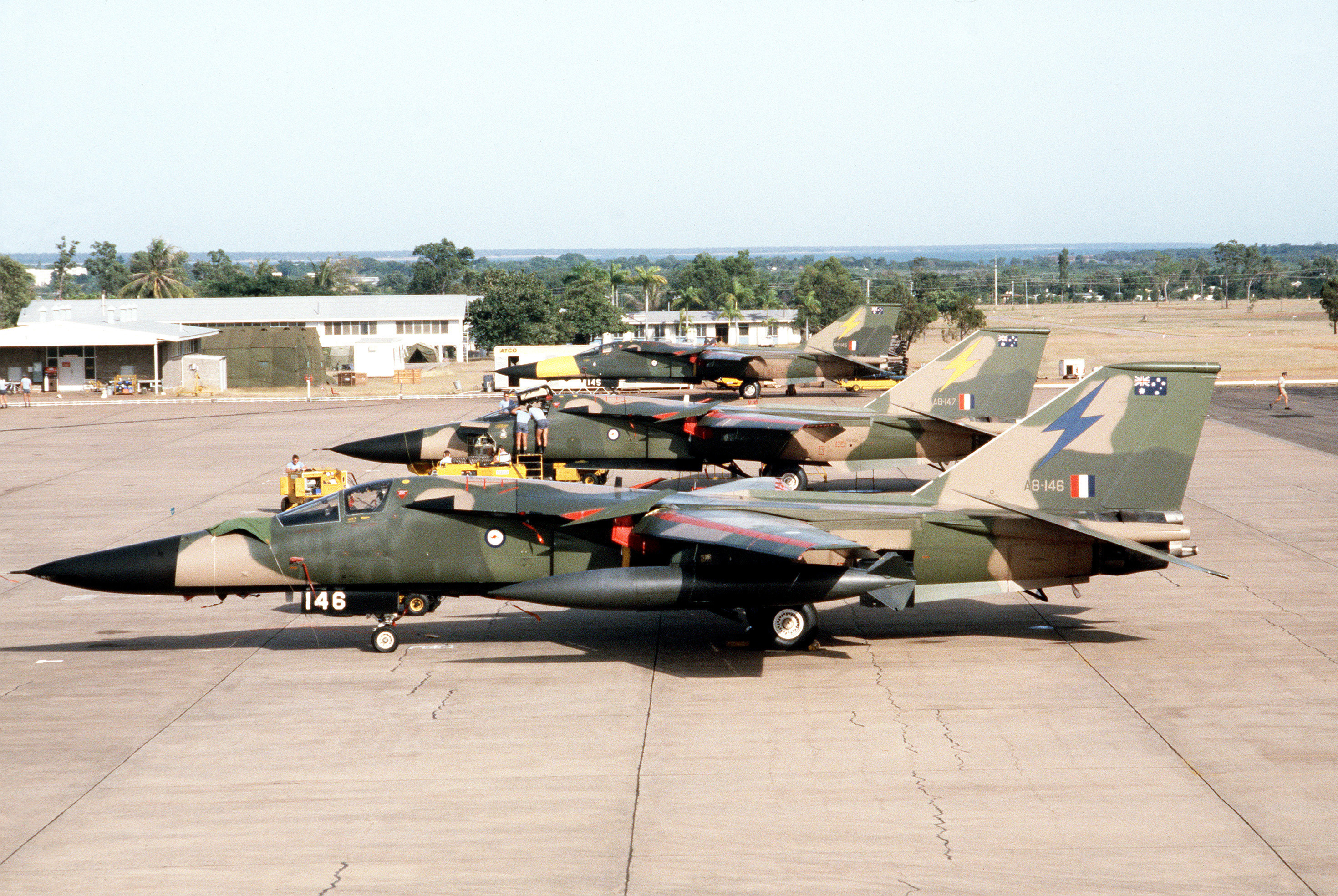
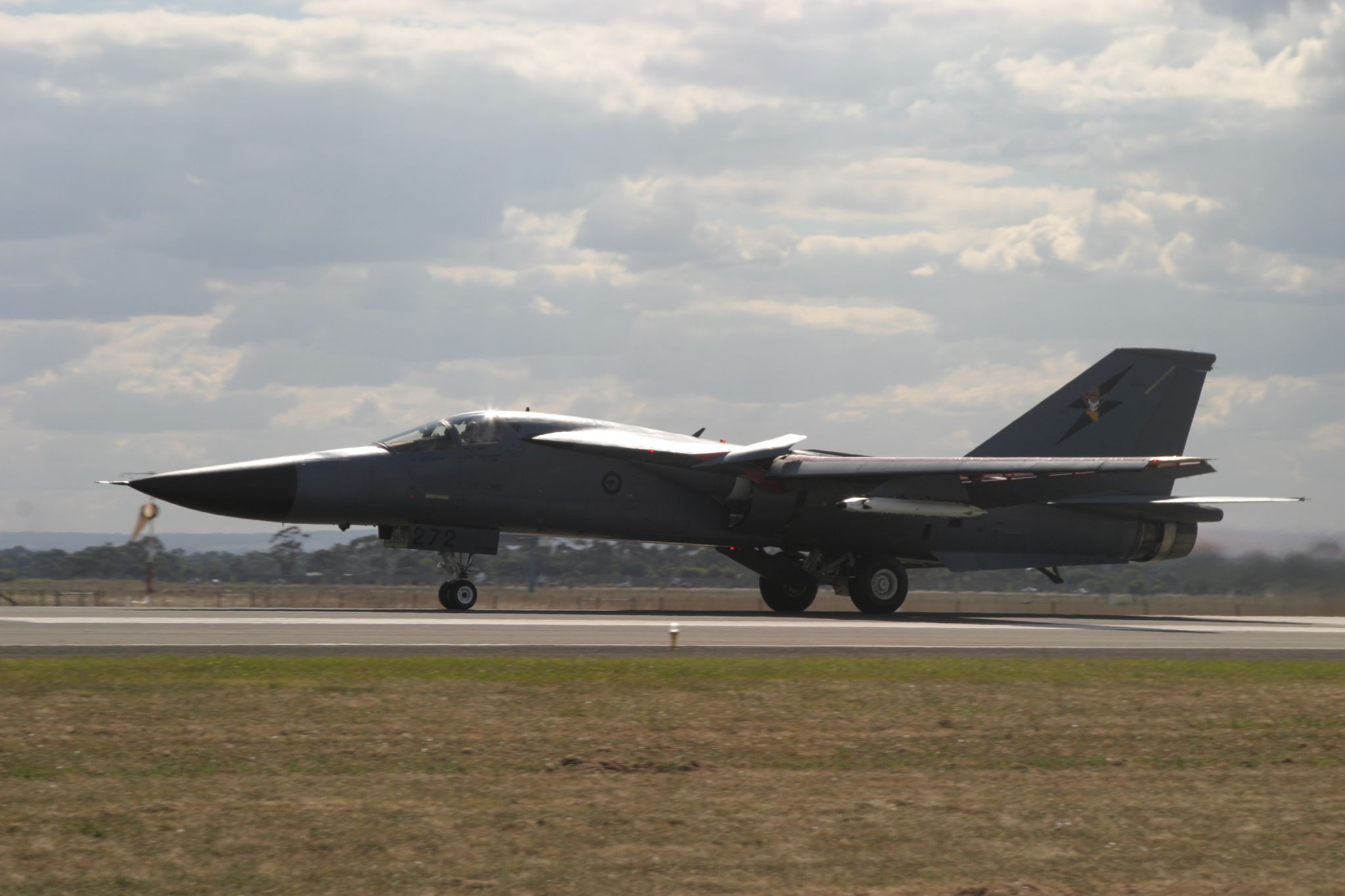
機体側面より
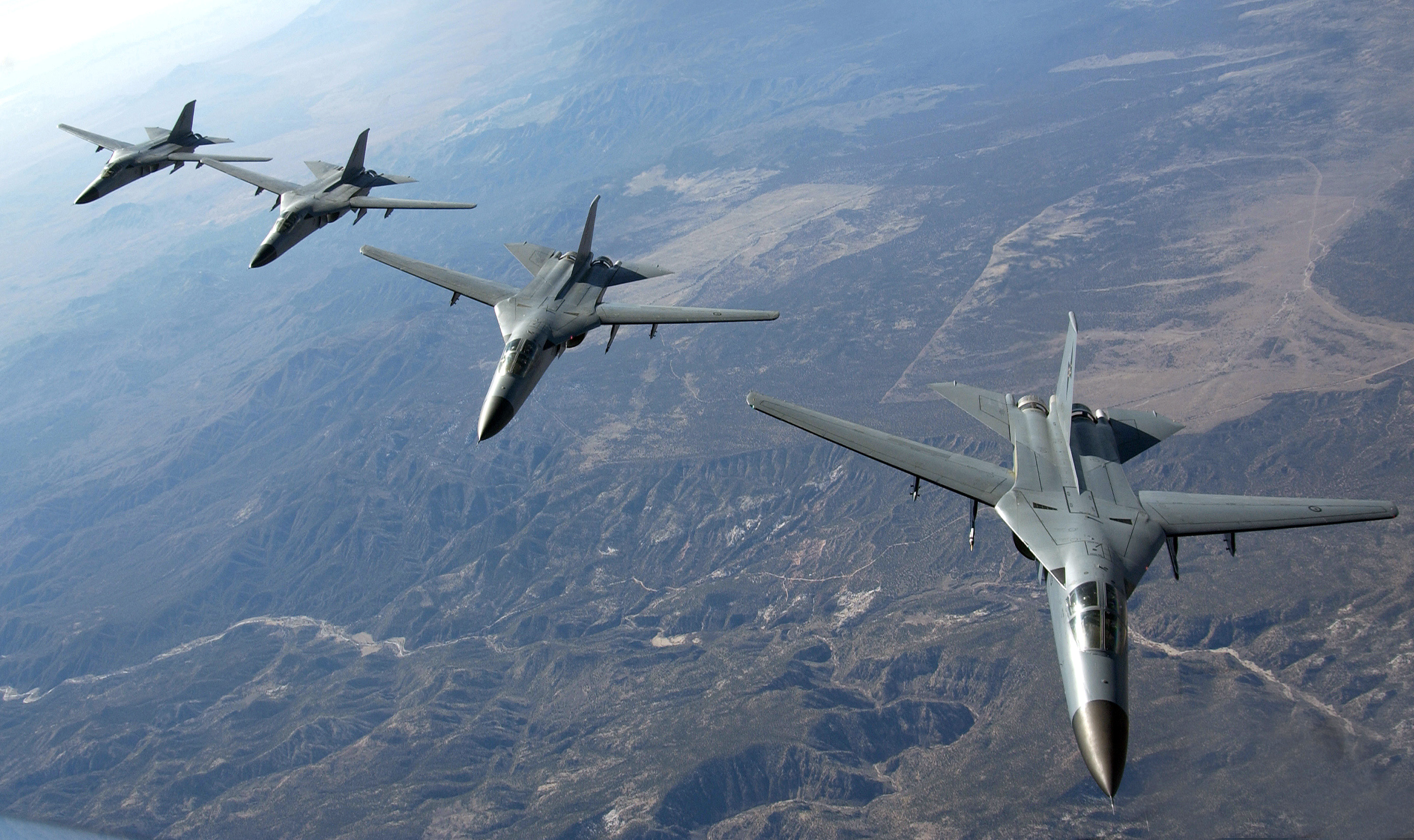
編隊飛行を行うF-111C
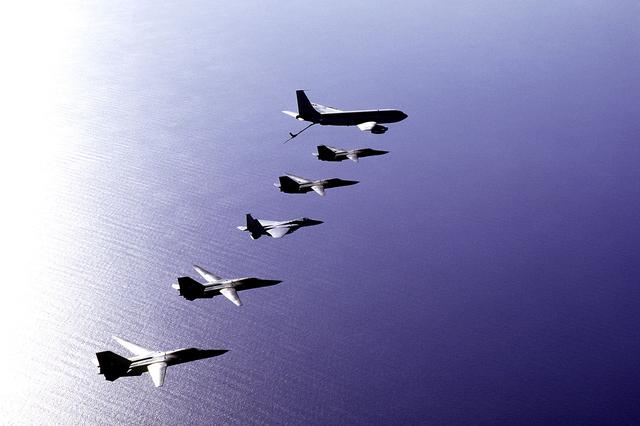
KC-135（奥）、F-15（下から3番目）と共に飛行するF-111C

### F-111D
アビオニクスをA型のMk IからMk IIに改修し、エンジンをTF30-P-9、エアインテイクをトリプル・プラウIIにするなどの改修が施された型。アビオニクスのトラブルに見舞われ、運用開始はF-111Eより遅れた。生産数は当初315機を予定していたが、トラブルによる価格上昇のため96機に縮小された。1992年に退役となり、デビスモンサン空軍基地のAMARGでモスボールされた。

### F-111E
F-111Aのエアインテイクをトリプル・プラウIIにし、超音速でのエンジンパフォーマンスの向上を図ったバージョン。アビオニクスはECM装置を除いてA型と同様。フライ・バイ・ワイヤシステムやB-1の開発支援にも用いられた。生産数94機。

### F-111F
先行バージョンの結果を反映した、最終生産型。アビオニクスをMk IIの改良型に変更し、エンジンを高出力のTF30-P-100に換装した型で、F-111シリーズ中で最も高性能な機体といえる。
他の型も幾度かの近代化改修を受けているが、F-111Fはその中でも優先的に改修が行われており、その能力を生かし実戦にも多く参加している。生産数106機。1996年7月27日に退役となった。

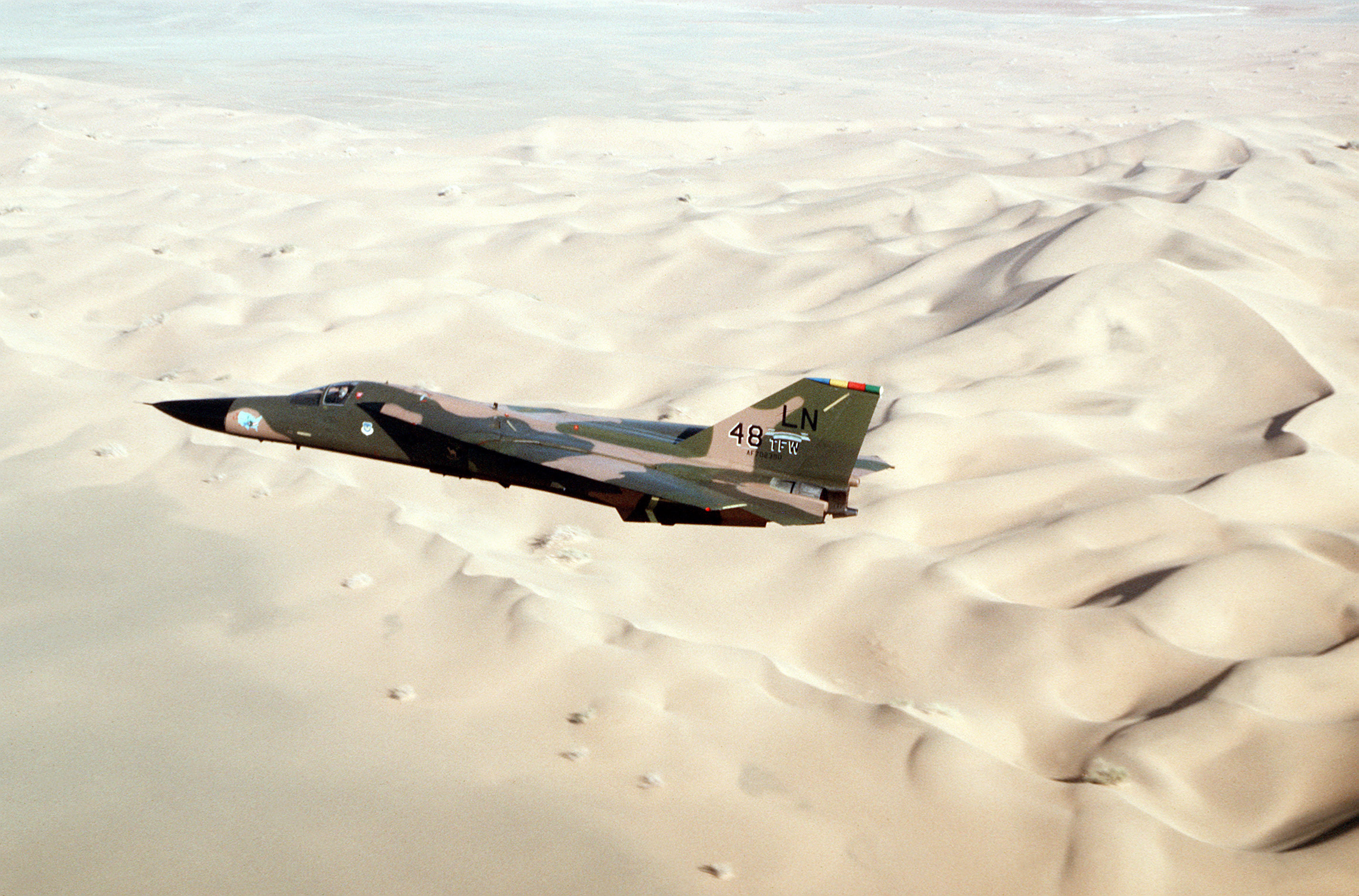
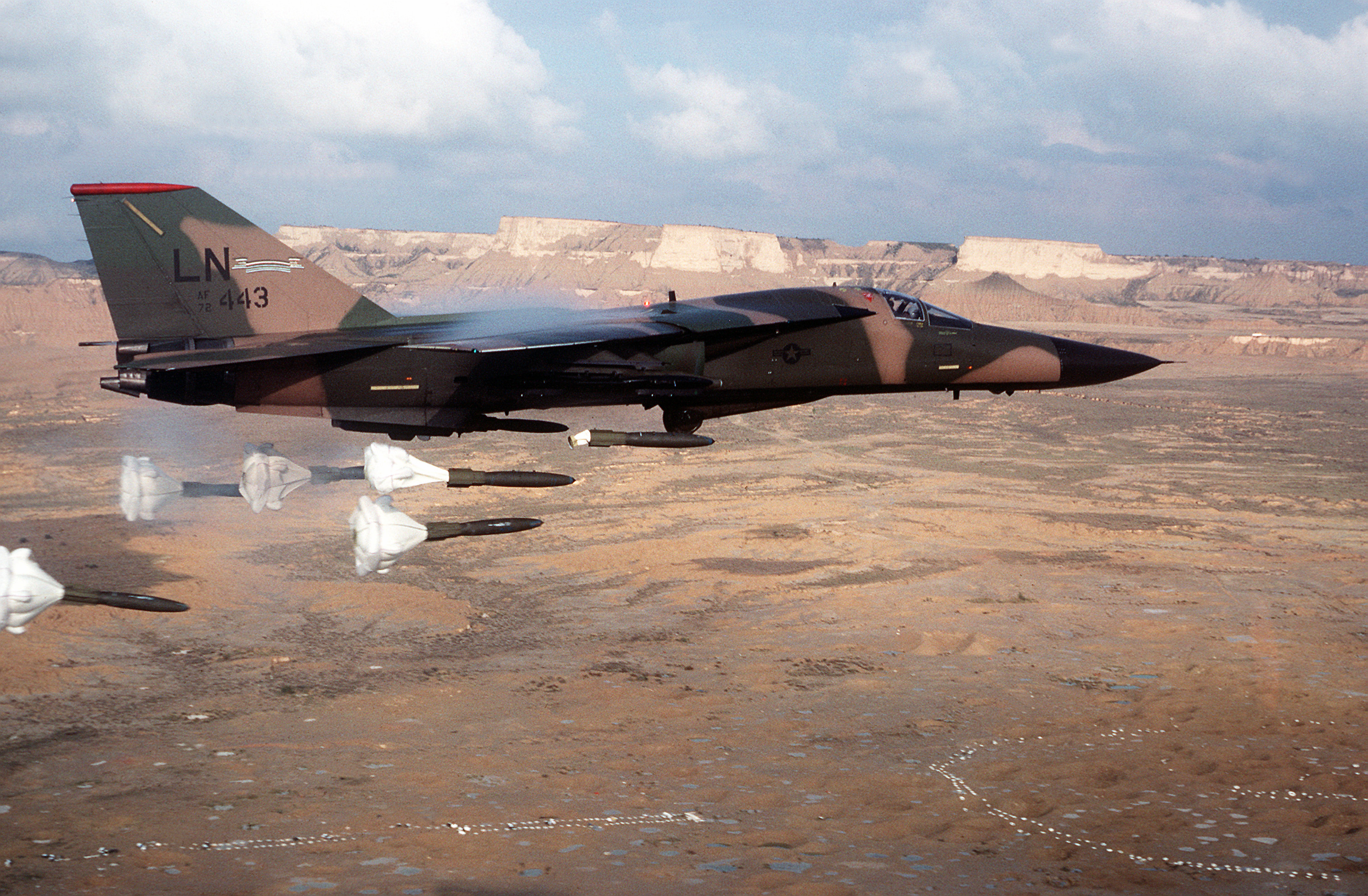
Mk 82高抵抗爆弾（スネークアイ）を投下しているF-111F
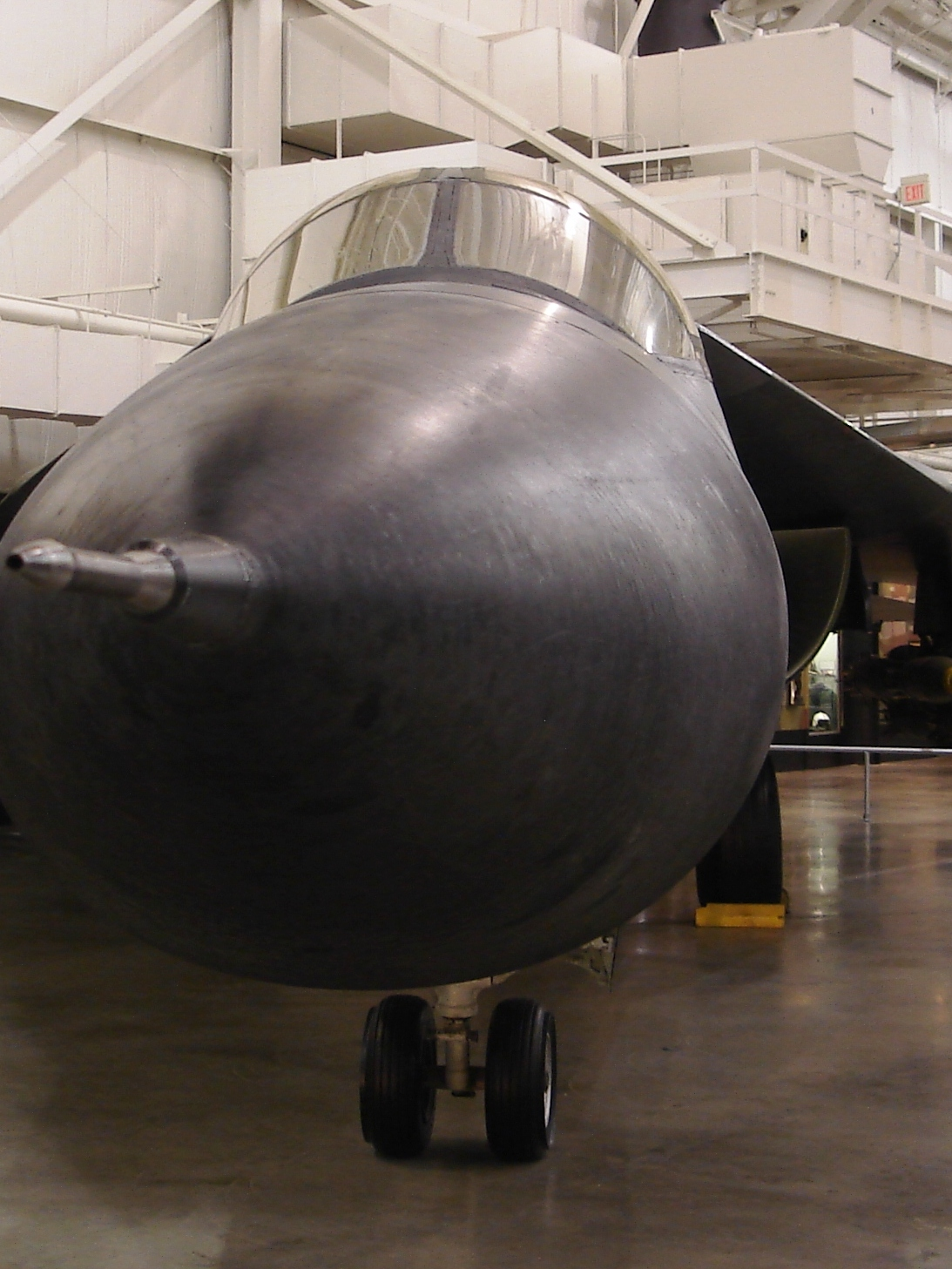
機首部
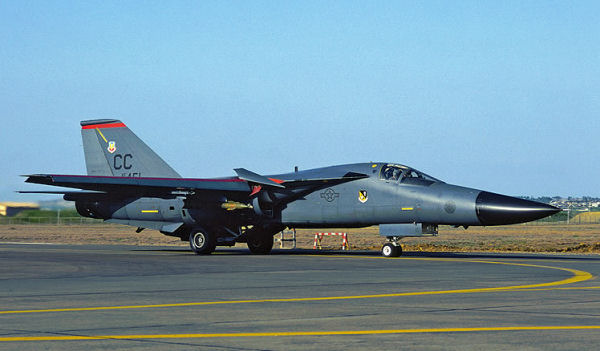
グレー塗装のF-111F

### F-111G
FB-111A 76機のうち30機から、戦略攻撃用装備を取り外して再配備した型。実戦で使用されることはなく、主に訓練用として使用された。1993年には退役し、うち15機は1994年にオーストラリア空軍に売却された。

### F-111K
BAC TSR-2の開発を中止したイギリス空軍が、キャンベラの後継機として導入を検討した型。計画ではF-111AをベースにF-111Dのアビオニクスとイギリス製のミッションシステムを組み合わせていた他、空中給油方式をF-111Bにも採用されていたプローブアンドドローグ方式に変更していた。また、ウェポンベイにはパイロンの他、イギリス製の偵察ポッドを装着可能になる予定だった。
1966年にF-111K 46機、TF-111K 4機の導入が決定されるが、1968年に財政難を理由にキャンセルされ、空軍はキャンベラ後継機として海軍の艦隊航空隊が導入していたブラックバーン バッカニアを導入した。製作途中だったK型2機分のエアフレームは他の機体に流用されている。
なお、F-111KとTF-111Kという名称であるがこれはアメリカ側が指定した型式であり、同じくアメリカ海軍のF-4KとF-4MがそれぞれファントムFG.1・ファントムFGR.2とイギリス軍の機体に準じた名称に改められているため配備された場合同じ変更があった可能性が高い。

### FB-111A

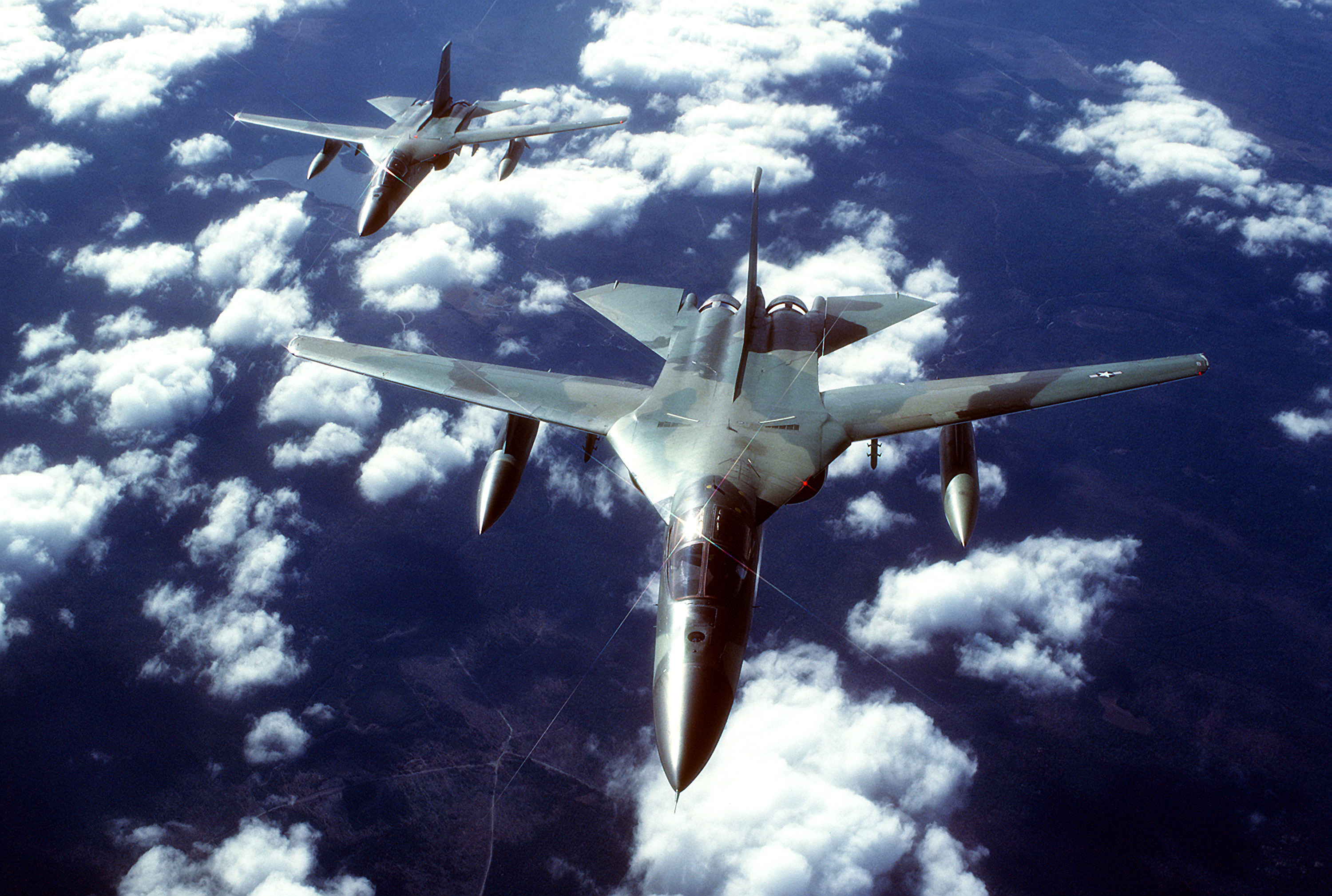
編隊を組むFB-111
1983年12月1日撮影

1960年代 - 1970年代、ソビエト連邦の防空網は発達してきており、それ以前に構想されたような高空侵攻を行えば、レーダーに発見され地対空ミサイルや戦闘機の餌食となるのは明らかであった。そのため戦略航空軍団では、レーダーに捕捉されない地表すれすれの低空を飛行させて敵地に侵入し、攻撃を行うことを考えた。
しかし当時使用されていた戦略爆撃機は、いずれもそのような使用方法を想定したものではなかったため、性能的には不十分であった。そこで戦略航空軍団では、地形追従レーダーを装備し低空侵攻能力に長けたF-111の戦略爆撃機仕様を開発し、運用することを計画した。F-111Aからの主な改修点は主翼とエンジンで、主翼は航続距離延伸のためにF-111Bで使用されていた長い主翼を装備し、エンジンはTF-30-P-7に換装された。
この計画に対し1966年には開発予算が認められ、マクナマラの推奨により210機の大量生産が決定されたが、後にB-1Aの開発が決定されたため、FB-111Aはそれまでのつなぎの機体とされてしまい、76機に削られてしまった。しかしそのB-1Aの開発がカーター大統領の命令により中止となったため、ジェネラル・ダイナミクスは代替機としてFB-111Aの改良型のFB-111B/C/Gなどを提案してアプローチするが、採用に至らなかった。次代のレーガン大統領によりアメリカが軍拡路線に転ずると、再び戦略爆撃機開発の機運が高まり、ジェネラル・ダイナミクスは再度のプランとしてFB-111H（後述）を提案したが、B-1Bとの競争に敗れ、採用に至らなかった。
FB-111Aの主な核装備は射程最大220 kmの空対地ミサイルAGM-69A SRAM（威力170～200キロトン）、無誘導核爆弾の B43 （70 - 1,450キロトン）、B61（100 - 500キロトン）のいずれか6発でウェポンベイに2発、翼下に4発装備する。場合によっては翼下に燃料タンクを装備し核兵器はウェポンベイのみに装備することもある。またB28 、B57  、B83なども装備可能である。
1991年にFB-111Aは戦略任務から引退したが、76機のうち30機は戦略爆撃用の装備を撤去し、F-111Gとして再配備された。

### FB-111B/C/H/G
1977年6月にカーター政権下の軍縮によって開発中止されたB-1Aの代替として、ジェネラル・ダイナミクスが提案した型が、FB-111B/Cである。実際に製作はされていない。
計画では、FB-111Bは、FB-111Aから胴体を3 m延長して燃料と兵器搭載量を増大させ、エンジンはB-1A用に開発されたGE F101-GE-102ターボファンエンジン2基(推力14,060kg)を搭載し、アビオニクスも最新のものに換装する。この改造により航続距離と最大離陸重量が飛躍的に増大する予定であった。同様の改造をF-111Dに対して行ったものがFB-111Cであり、加えて翼長をFB-111系統と同程度まで延伸する。結局このプランは採用されなかった。
レーガン政権下においても同様のプランが提案され、既存のFB-111A 65機をH型に改修し、80機を新造することを65億ドルで提案したが、B-1Bとの競争に敗れ、採用されなかった。

### EF-111A

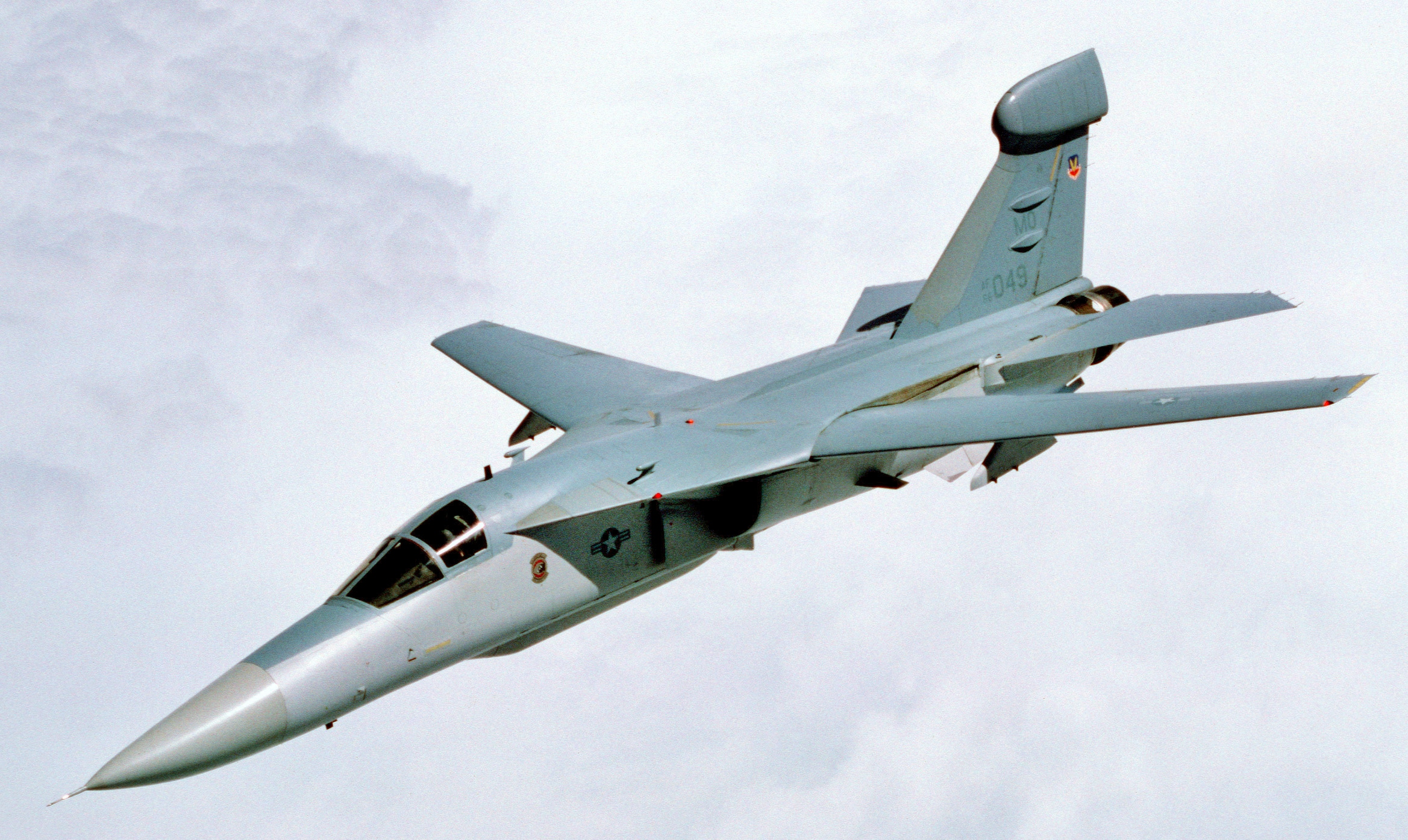
EF-111Aレイヴン

EF-111AはF-111を元に開発された電子戦機。正式な愛称は「レイヴン（Raven：ワタリガラスの意）」。非公式な愛称として「スパークバーグ（Spark Vark）」や「エレクトリック・フォックス（Electric Fox）」ともいわれることがある。
1977年3月10日に初飛行し、1981年に運用が開始された。生産された42機全てがF-111Aからの改造で、新規での製造は行われていない。
空軍唯一の電子戦機として湾岸戦争などで活躍したが、維持費がかさむため1998年に退役した。2008年時点では国立アメリカ空軍博物館をはじめ、4機が展示保存されている。

### RF-111A
F-111Aに偵察能力を付与した俗に言う戦闘偵察機仕様。オーストラリア空軍も導入する予定だったが開発されずに終わった。

### RF-111C
オーストラリア空軍の使用する偵察機型。F-111Cと同時に導入されるはずだったRF-111Aが開発中止となったため、F-111Aのウェポンベイに偵察キットを搭載し偵察機としたバージョン。それ以外の戦闘能力はF-111Cと同等である。

## 性能･主要諸元
- 乗員：2名（操縦士1名 WSO(爆撃手) 1名）
- 全長：22.40 m
- 全幅
  - 後退角16度：19.20 m
  - 後退角72.5度：9.74 m
- 全高：5.22 m
- 翼面積
  - 後退角16度：61.07 m2
  - 後退角72.5度：48.77 m2
- 空虚重量:21,410 kg
- 最大離陸重量：45,360 kg
- 燃料容量：
- 発動機：プラット・アンド・ホイットニー製 TF-30-P-100（A/B付きターボファンエンジン）×2
- 推力：111.57 kN
  - 11,385 kgf ×2
- 巡航速度：
- 最大速度：マッハ 2.5（A/B使用時）
- 離着陸距離：離着陸共に約910 m
- 航続距離：約4,700 km（最大搭載量、内部燃料のみ）
- 戦闘半径：
- 実用上昇限度：18,288 m
- 固定武装：必要に応じてM61A1バルカン×1（2,084発）
- 兵装：11,340 kgまで搭載可能。
  - AIM-9 サイドワインダー×2
  - ハープーン×4
  - B61戦術核爆弾×4

## 登場作品

### 映画
『007 オクトパシー』
西ドイツのアメリカ空軍基地（架空のフェルトシュタット・エアベース）の場面で、本機がハンガーの前に駐機している。

### アニメ・漫画
『影の戦闘隊』
補充器材として影の戦闘隊に配属される予定だったが、移送中に敵組織、スコーピオンに奪われて敵機として登場する。
『エリア88』
対地上空母戦の準備段階など、作品の端々でモブ役として登場する。戦闘シーンは特になく、主要キャラクターも搭乗しない。

### 小説
『ニセコ要塞1986』
IBM空軍機として、架空の型番「F-111S」が登場。千歳基地に配備されており、スミノフ領奥地への爆撃に出撃していた記載がある。
『ロシアの核』
主人公の乗機として、架空の偵察機型でSEAD任務にも対応する「RF-111G ヴァンパイア」が登場。ロシアがウクライナとトルコへ核攻撃したことを受け、ロシア国内へ偵察とSEAD任務に出撃する。

### ゲーム
『Wargame Red Dragon』
NATO陣営のNATOデッキ、アメリカ軍デッキで使用可能な航空機として登場する。NATOデッキにはF-111Gが、アメリカ軍デッキにはF-111E・F-111F・EF-111Aが登場する。
『紺碧の艦隊2 ADVANCE』
アメリカの航空機として登場。空対空ミサイルやレーザー誘導爆弾を装備している。